# Bochum
 (mai 2025).
Si vous disposez d'ouvrages ou d'articles de référence ou si vous connaissez des sites web de qualité traitant du thème abordé ici, merci de compléter l'article en donnant les références utiles à sa vérifiabilité et en les liant à la section « Notes et références ».
 (avril 2025).
Le contenu est difficilement compréhensible vu les erreurs de traduction, qui sont peut-être dues à l'utilisation d'un logiciel de traduction automatique.
Bochum (Baukem en bas-allemand) est une ville d'Allemagne dans le Land de Rhénanie-du-Nord-Westphalie dans la région de la Ruhr. Sixième plus grande ville du Land, deuxième plus grande ville de Westphalie et l'une des vingt plus grandes villes d’Allemagne, Bochum fait partie du district administratif d'Arnsberg comme Dortmund, Hagen, Hamm et Herne.
Depuis 1965, Bochum accueille une grande université (la Ruhr-Universität Bochum) de près de quarante mille étudiants. La ville dispose d’un théâtre (le Schauspielhaus), d’un planétarium, d’un musée des mines (souterrain). L'équipe de football de la ville (le VfL Bochum) évolue dans le championnat d'Allemagne de football (la Bundesliga) qui se produit dans le stade de la Ruhr depuis 1911.

## Géographie

### Situation géographique
Bochum se trouve en Allemagne sur le « Bochumer Landrücken », qui fait partie de la Ruhrhöhen, entre les rivières Ruhr et Emscher, à la frontière entre la zone houillère sud et nord de la Ruhr. Le point culminant de la ville se situe sur la route de Kemnader à Stiepel, à une altitude de 196 m, le point le plus bas à 43 m au-dessus du niveau de la mer.
La plus grande étendue de la ville dans la direction nord-sud est à 13 km et dans la direction ouest-est à 17,1 km. La longueur de la limite de la ville est de 67,2 km.

### Eaux
Les eaux de Bochum s’écoulent au nord dans l’Emscher, au sud dans la Ruhr, qui est barrée dans le sud-est de Bochum jusqu'au lac Kemnader.

### Végétation
Bochum a quelques forêts dans le sud, y compris le bois de Weitmarer. En règle générale, il s'agit d'une forêt mixte de chênes et de hêtres. La présence de houx indique le climat tempéré. À Bochum, plusieurs zones de conservation de la nature et de conservation sont désignées

### Communautés voisines
Gelsenkirchen Herne Castrop-Rauxel (district de Recklinghausen) Dortmund Hattingen (district d'Ennepe-Ruhr) Witten (district d'Ennepe-Ruhr)

### Structure de la ville

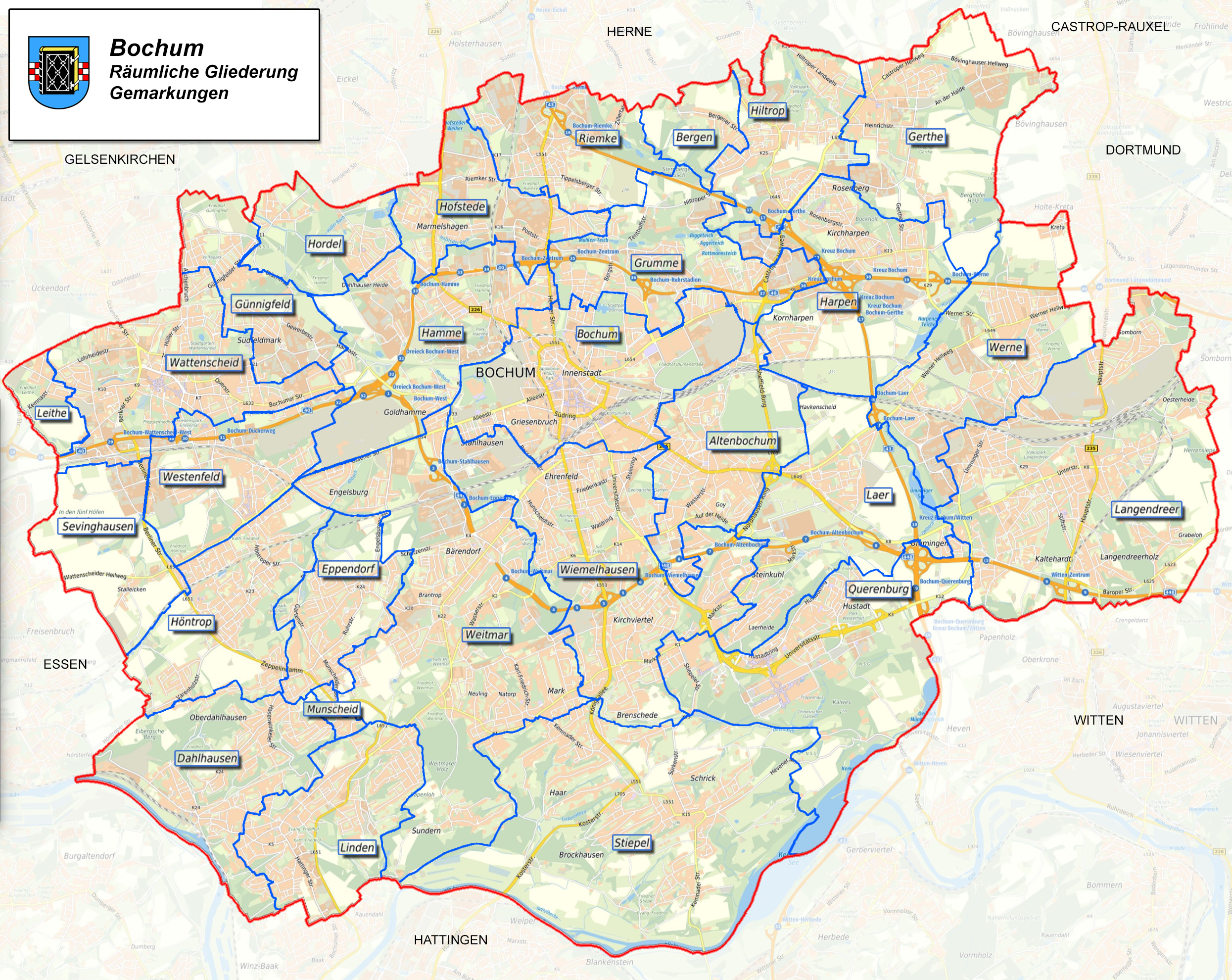
Sections et quartiers à Bochum

La zone urbaine de Bochum comprend six arrondissements. Chaque arrondissement a un conseil dont le président est le maire de Bochum. Les arrondissements sont divisées en quartiers.
| arrondissement           | quartiers                                                                                        |
| ------------------------ | ------------------------------------------------------------------------------------------------ |
| Centre de Bochum (I)     | Centre-ville de Bochum, Altenbochum, Grumme, Hamme, Hofstede, Hordel, Riemke                     |
| Bochum-Wattenscheid (II) | Eppendorf, Günnigfeld, Höntrop, Leithe, Munscheid, Sevinghausen, Wattenscheid- Mitte, Westenfeld |
| Bochum Nord (III)        | Bergen, Gerthe, Harpen, Hiltrop, Kornharpen, succursale de Voede                                 |
| Bochum Est (IV)          | Laer, Langendreer, Werne                                                                         |
| Bochum Sud (V)           | Querenburg, Stiepel, Wiemelhausen                                                                |
| Bochum-Sud-Ouest (VI)    | Dahlhausen, Linden, Sundern, Weitmar (Bärendorf, Mark et Mitte)                                  |

### Climat
Bochum affiche une température annuelle moyenne de 10,1 °C. Le mois le plus froid est janvier avec une température de 2,5 °C et le mois le plus chaud de juillet avec une température de 18,4 °C. Les précipitations sont d'environ 750 mm par an, avec une majorité de 85 mm au mois d'août.
| \| J \| F \| M \| A \| M \| J \| J \| A \| S \| O \| N \| D \| \| 68 5 0 \| 50 6 0 \| 48 10 2 \| 33 16 5 \| 55 19 7 \| 75 21 10 \| 80 24 13 \| 85 23 12 \| 53 19 10 \| 74 15 7 \| 69 10 4 \| 76 5 0 \| \| Température en °C, précipitation en mm \| \| \| \| \| \| \| \| \| \| \| \| |        |         |         |         |          |          |          |          |         |         |        |
| J | F      | M       | A       | M       | J        | J        | A        | S        | O       | N       | D      |
| 68 5 0 | 50 6 0 | 48 10 2 | 33 16 5 | 55 19 7 | 75 21 10 | 80 24 13 | 85 23 12 | 53 19 10 | 74 15 7 | 69 10 4 | 76 5 0 |
| Température en °C, précipitation en mm |        |         |         |         |          |          |          |          |         |         |        |

|                           | janvier | février | mars | avril | mai  | juin | juillet | août | septembre | octobre | novembre | décembre |   |      |
| Température maximale (°C) | 5.0     | 5.8     | 10.2 | 15,6  | 18,7 | 21.4 | 24.1    | 23,4 | 19.4      | 15.0    | 10.0     | 5.3      | Ø | 14,5 |
| Température min. (°C)     | 0,0     | -0,1    | 1.5  | 4.7   | 7.3  | 10.3 | 12.7    | 12.4 | 9.5       | 6.7     | 4.2      | 0,4      | Ø | 5.8  |
|                           |         |         |      |       |      |      |         |      |           |         |          |          |   |      |
| Précipitation (mm)        | 68      | 50      | 48   | 33    | 55   | 75   | 80      | 85   | 53        | 74      | 69       | 76       | Σ | 766  |
|                           |         |         |      |       |      |      |         |      |           |         |          |          |   |      |
| Heures de soleil (h/j)    | 1.5     | 1.6     | 4.0  | 5.2   | 6.0  | 6.2  | 7.0     | 6.2  | 4.9       | 3.7     | 2.1      | 1.3      | Ø | 4.2  |
|                           |         |         |      |       |      |      |         |      |           |         |          |          |   |      |
| Jours de pluie (j)        | 14      | 10      | 13   | 11    | 11   | 12   | 10      | 9    | 11        | 10      | 13       | 14       | Σ | 138  |
|                           |         |         |      |       |      |      |         |      |           |         |          |          |   |      |
| Humidité (%)              | 85      | 80      | 77   | 72    | 70   | 73   | 73      | 74   | 79        | 81      | 84       | 85       | Ø | 77,7 |

## Histoire

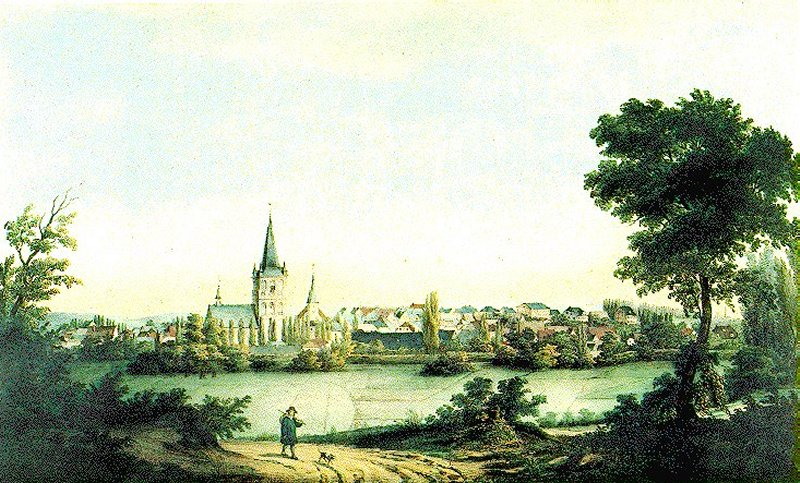
Vue en 1840

Les découvertes archéologiques témoignent de la sédentarisation de l'agglomération de Bochum à la fin du néolithique dans la région d'Oelbach.
| Appartenances historiques Comté de La Marck 1321-1806 Grand-duché de Berg 1806-1813 Royaume de Prusse (Province de Westphalie) 1815-1918 République de Weimar 1918-1933 Reich allemand 1933-1945 Allemagne occupée 1945-1949 Allemagne 1949-présent |

La première mention documentaire peut être trouvée en 890 dans le registre de l'abbaye de Werden. On pense cependant que Charlemagne avait construit un Reichshof autour de 800 à l'intersection de deux routes commerciales au sud de l'actuelle Propsteikirche. En 1041, l'endroit était mentionné dans un document des archevêques de Cologne sous le nom de "Cofbuokheim". En 1321, le comte Engelbert II du Mark Bochum confirma dans un document les pouvoirs existants du maire. Cela est souvent mentionné comme l'attribution de droits de cité. Bochum était en outre une ville hanséatique nationale.
Jusqu'en 1806, la ville appartenait au comté de La Marck, puis jusqu'en 1813 au département de la Ruhr du Grand-duché de Berg, puis temporairement au gouvernement civil prussien entre la Weser et le Rhin. En 1815, la ville vint en Prusse et fut assignée à la province de Westphalie. En 1817, la ville de Bochum devint le siège du district de Bochum, mais en 1876, elle quitta la ville pour devenir une ville indépendante. Le cercle de Bochum a existé jusqu'en 1929 et a ensuite été dissout.
L'ascension de Bochum dans une ville minière a commencé en 1841, lorsque le premier puits de la mine présidentielle a été coulé derrière les limites de la ville de Hamme, toujours indépendant. Ce fut le premier Tiefbauzeche de la partie westphalienne de la région de la Ruhr, où la couverture de marne fut percée. Dans les années 1850 et 1860, la fondation de Tiefbauzechen a suivi, qui à la fin du 19e siècle a façonné la structure économique en plus de l' industrie sidérurgique. Les difficultés techniques rencontrées lors de la construction des houillères et les goulets d'étranglement financiers qui en ont résulté ont entraîné un développement lent des houillères. De plus, la crise économique qui a suivi la fondation du Reich a entraîné l'effondrement temporaire des marchés de vente du charbon. L'augmentation décisive et l'expansion des mines ont suivi dans les années 1880. Toutes les mines de charbon avaient entre-temps une connexion ferroviaire. Le charbon raffiné à base de coke était nécessaire à la fabrication de l’acier; Cela a conduit à la construction de cokeries dans les mines.
En 1843, Jacob Mayer acquit un site sur la chaussée d'Essen, sur lequel une usine de production d'acier moulé fut construite. 1854, après la participation financière des marchands de Cologne, l'entreprise est renommée en association Bochumer pour la production d'acier pour l'extraction et le moulage. Sous la direction technique de Louis Baare, le club de Bochum s'est développé pour devenir l'une des principales entreprises de la région de la Ruhr.
En 1843, Max Greve fut élu maire, qui soutint essentiellement le développement de Bochum en une ville industrielle. Au cours de son mandat, l'établissement de l' institut du gaz (1855), de l' adduction d'eau (1871) et de la fondation de la chambre de commerce (1856). L'essor économique des mines de charbon et de l'industrie sidérurgique a entraîné une forte demande de main-d'œuvre, qui ne devait pas être couverte par la population de l'époque. La population de Bochum est passée de 4282 à 25 174 habitants de 1843 à 1873. Afin de recruter des travailleurs, des appartements ont été créés à proximité de l'usine, situés en dehors des zones de vie traditionnelles. À Griesenbruch se trouvaient les appartements de la société du club de Bochum, séparés par le train en acier moulé de l'agglomération de Bochum.
En 1860, connexion de Bochum avec la ligne de chemin de fer Witten / Dortmund-Oberhausen / Duisburg de la compagnie de chemin de fer Bergisch-Märkischen. 1874 suivit la ligne de chemin de fer Osterath-Dortmund Süd de la compagnie de chemin de fer Rhenish, toutes deux nationalisées à partir de 1880.
La croissance de Bochum à la fin du XIXe siècle s’est faite sans planification, et pour l’instant, il n’a pas été possible de développer une infrastructure ordonnée. Dans les houillères, des établissements industriels et des logements de société ont été construits, tandis que les fermes établies continuent de cultiver autour des sites industriels. La croissance démographique la plus forte s'est produite dans les banlieues nord et est (Langendreer, Werne, Riemke, Hofstede).
La première ligne de tramway a été mise en service en 1894, reliant Bochum à Herne. Depuis 1896, le trajet est exploité par Bochum-Gelsenkirchen Tramways AG (BoGeStra).
À la fin du XIXe siècle, les banlieues adjacentes se sont étendues à l'agglomération de Bochum et ont créé des dépendances à l'égard d'infrastructures telles que l'approvisionnement en gaz et en eau. En 1905, la population de la ville dépassait les 100 000 habitants. Le centre-ville de Bochum avait une structure très hétérogène, encore fortement influencée par son passé de petite ville. Une conception uniforme du centre-ville et une expansion prévue du quartier d'Ehrenfeld ont eu lieu jusqu'au début de la Première Guerre mondiale.
Les conséquences de la guerre - chômage, grèves, occupation française, dévaluation monétaire - ont interrompu la croissance. Un boom économique a suivi de 1925 à 1929. Au cours de cette période, d'autres banlieues ont été ajoutées à la zone urbaine de Bochum (notamment Riemke, Langendreer, Stiepel, Querenburg). La zone urbaine s'étend maintenant à la vallée nord de la Ruhr.
Le 9 novembre 1938, lors de la Nuit de Cristal, des émeutes ont éclaté à Bochum contre les citoyens juifs. la synagogue a été incendiée. Les premiers citoyens juifs ont été déportés dans des camps de concentration et de nombreuses institutions et appartements juifs ont été détruits. Environ 500 citoyens juifs sont connus nommément, décédés dans les années suivantes à la Shoah, dont 19 sont âgés de moins de 16 ans. En décembre 1938, l'institutrice juive Else Hirsch commença à organiser dix transports d'enfants à destination des Pays-Bas et de la Grande-Bretagne afin de secourir des enfants et des adolescents juifs. De nombreux enfants de Bochum appartenant à d'autres groupes persécutés ont également été accueillis par des familles néerlandaises et ainsi été sauvés.
Dans le cadre du travail forcé nazi, plus de 30 000 personnes ont été utilisées comme travailleurs forcés à Bochum et à Wattenscheid pendant la Seconde Guerre mondiale.
Au cours de la Seconde Guerre mondiale, la ville a été détruite à 38 % par les bombardements alliées. Du 20 juin 1940 au 22 mars 1945, environ 11 595 tonnes de bombes ont été larguées lors de 46 bombardements différents, principalement par la Royal Air Force. Lors de la plus grave attaque du 4 novembre 1944, 130 000 bombes incendiaires ont frappé la ville, 1 300 personnes sont mortes, 2 000 ont été blessées et 70 000 sans abri. Le 10 avril 1945, les Américains envahissent Bochum. Ailleurs en Allemagne, la guerre s'est poursuivie jusqu'au début du mois de mai. La Seconde Guerre mondiale a finalement pris fin le 8 mai avec la reddition inconditionnelle de la Wehrmacht. Encore aujourd'hui, des bombes sont retrouvées et doivent être désamorcées par le service de contrôle des munitions.
Après la fin de la seconde guerre mondiale, Bochum appartenait à la zone d'occupation britannique. L'administration militaire britannique a installé à Bochum deux camps de personnes déplacées pour accueillir de prétendues personnes déplacées. La majorité d'entre eux étaient d'anciens travailleurs forcés de Pologne.
Après la guerre, Bochum devint un centre culturel de la région de la Ruhr. En 1962, Opel, filiale de General Motors, ouvre les trois usines Opel (Usine I, Usines II / III) dans les districts de Laer et Langendreer, entre autres sur l’ancien houillère de la houillère de Dannenbaum, symbole du changement structurel de la Région de la Ruhr.
En 1964, dans le quartier de Harpen avec le parc de la Ruhr, s'achève le deuxième centre commercial "sur le pré vert" de la République fédérale, aujourd'hui le plus grand du genre en Allemagne. 1973 ferme la dernière mine de Bochum (Hannover). Outre les zones industrielles étendues, de vastes zones vertes, parfois presque rurales, s'étendent jusqu'à la Ruhr et le réservoir de Kemnader (cédé en 1980). En 1979, la ligne du métro léger de Bochum et la Ruhrstadion ont été ouverts.
En 1989, la ligne de chemin de fer urbain U35 reliant Bochum Hauptbahnhof à Herne- Schloss Strünkede a été mise en service. En 1993, les villes de Bochum, Hattingen, Herne et Witten se sont unies pour former la région de Ruhr. En 2003, le centre de congrès RuhrCongress a été inauguré. En 2005, la première pierre de la nouvelle synagogue de la communauté juive de Bochum-Herne-Hattingen a été posée.
En janvier 2008, la ville est au centre d'un scandale économique impliquant l'usine Nokia, qui a annoncé sa décision de délocaliser l'usine, et ainsi de licencier les 2 300 employés, alors que des profits records ont été enregistrés durant l'exercice 2007 et que l'entreprise finlandaise a bénéficié d'importantes subventions (environ 60 millions d'euros), de la part du Land de Rhénanie-du-Nord Westphalie comme de l'État fédéral pour s'implanter à Bochum.

## Politique et administration

### Élections communales de 2020

#### Bourgmestre
| Candidats                | Candidats                | Partis                                            | Premier tour | Premier tour |
| Candidats                | Candidats                | Partis                                            | Voix         | %            |
| ------------------------ | ------------------------ | ------------------------------------------------- | ------------ | ------------ |
|                          | Thomas Eiskirch          | Parti social-démocrate d'Allemagne (SPD)          | 85 397       | 61,76        |
|                          | Christian Haardt         | Union chrétienne-démocrate d'Allemagne (CDU)      | 28 125       | 20,34        |
|                          | Amid Rabieh              | Die Linke                                         | 8 335        | 6,03         |
|                          | Jens Lücking             | Groupe d'électeurs indépendant : Électeurs libres | 3 937        | 2,85         |
|                          | Felix Haltt              | Parti libéral-démocrate (FDP)                     | 3 441        | 2,49         |
|                          | Nils-Frederick Brandt    | Die PARTEI (DP)                                   | 3 537        | 2,43         |
|                          | Ariane Meise             | Parti national-démocrate d'Allemagne (NPD)        | 2 546        | 1,84         |
|                          | Volker Steude            | Les bâtisseurs                                    | 2 351        | 1,70         |
|                          | Günter Gleising          | Liste sociale Bochum                              | 790          | 0,57         |
| Votes valides            | Votes valides            | Votes valides                                     | 138 279      | 98,97        |
| Votes blancs et nuls     | Votes blancs et nuls     | Votes blancs et nuls                              | 1 438        | 1,03         |
| Total                    | Total                    | Total                                             | 139 717      | 100          |
| Abstention               | Abstention               | Abstention                                        | 147 499      | 51,35        |
| Inscrits / participation | Inscrits / participation | Inscrits / participation                          | 287 216      | 48,65        |

#### Conseil municipal
|                           |                                                   |         |       |     |        |     |
| Parti                     | Parti                                             | Voix    | %     | +/- | Sièges | +/- |
|                           | Parti social-démocrate d'Allemagne (SPD)          | 45 098  | 33,71 | 4,9 | 29     | 3   |
|                           | Alliance 90 / Les Verts (Grünen)                  | 29 822  | 22,16 | 9,4 | 19     | 8   |
|                           | Union chrétienne-démocrate d'Allemagne (CDU)      | 27 852  | 20,82 | 5,0 | 18     | 4   |
|                           | Die Linke (Linke)                                 | 8 220   | 6,10  | 0,1 | 5      | 0   |
|                           | Alternative pour l'Allemagne (AfD)                | 7 573   | 5,62  | 2,2 | 4      | 1   |
|                           | Groupe d'électeurs indépendant : Électeurs libres | 4 501   | 3,38  | Nv. | 3      | 3   |
|                           | Parti libéral-démocrate (FDP)                     | 4 405   | 3,27  | 0,5 | 3      | 1   |
|                           | Die PARTEI                                        | 3 150   | 2,33  | Nv. | 2      | 2   |
|                           | Les bâtisseurs                                    | 2 311   | 1,73  | Nv. | 1      | 1   |
|                           | Liste sociale Bochum                              | 782     | 0,59  | Nv. | 0      | 0   |
|                           | Parti national-démocrate d'Allemagne (NPD)        | 420     | 0,31  | 0,6 | 0      | 1   |
|                           |                                                   |         |       |     |        |     |
| Suffrages exprimés        | Suffrages exprimés                                | 134 134 | 99,0  |     |        |     |
| Votes blancs et invalides | Votes blancs et invalides                         | 1 400   | 1,0   |     |        |     |
| Total                     | Total                                             | 135 534 | 100   | -   | 84     | 18  |
| Abstentions               | Abstentions                                       | 151 669 | 52,8  |     |        |     |
| Inscrits / participation  | Inscrits / participation                          | 287 203 | 47,2  |     |        |     |

### Administration
La ville de Bochum est administrée par un conseil municipal de 84 membres.
Le SPD, la CDU et les Verts forment une coalition pour la législature 2014-2020. Le maire est Thomas Eiskirch du SPD élu en 2015 jusqu'en 2020.
Bochum fait partie de la Circonscription électorale du Bundestag, Bochum I (circonscription 140) de la Rhénanie du Nord-Westphalie. Depuis les années 1960, Bochum est considéré comme un bastion sûr du SPD.

### Endettement
La dette totale de la ville de Bochum à la fin de 2012 s'élevait à 2,341 milliards d'euros. Chaque habitant avait une dette mathématique de 6 471 euros. En 2017, le total des prêts s'élevait à hauteur de 1,79 milliard d'euros pour une dette par habitant de près de 5 000 euros.

## Démographie
Au 31 décembre 2012, la « population officielle » de Bochum, après la mise à jour de l'Office national de traitement de l'information et de la statistique de Rhénanie du Nord-Westphalie, s'élevait à 362 213 (uniquement les résidences principales et après comparaison avec les autres bureaux régionaux).
En 2010, la population avait diminué de 16,3 % (72 955 personnes). Au cours de la même période, la densité de population dans les zones urbaines d’aujourd’hui est passée de 3 079 habitants au kilomètre carré à 2 587 habitants au kilomètre carré. La proportion d'étrangers est passée de 1,8 % à 11,3 % entre 1963 et 2010.
Année / habitants
1871 : 21192 ; 1895 : 53842 ; 1905 : 118464 ; 1945 : 160000 ; 1946 : 246477 ; 1950 : 292583 ; 1960 : 365745 ; 1970 : 341935 ; 1980 : 400757 ; 1990 : 396486 ; 2000 : 391147 ; 2010 : 374737 ; 2017 : 365529
Les étrangers les plus nombreux enregistrés à Bochum le 31 décembre 2015 venaient de Turquie (9 059), Pologne (3 640), Syrie (3 620), Italie (1 847), Roumanie (1 574), Grèce (1 274), Irak (1 038), de Russie (971), de Chine (934) et de Serbie (864).

## Éducation
En Allemagne, l'éducation est organisée au niveau des Länder. Ainsi aussi bien les désignations pour chaque type d'école que le contenu de ces termes se différencient de région en région.
L'État fédéral joue toutefois un rôle mineur, principalement en termes de financement et de coopération internationale, par l'intermédiaire du ministère fédéral de l'Éducation et de la Recherche.

### Les jardins d'enfants
Le jardin d’enfants en Allemagne est nommée Kindergarten. Elle n’est pas obligatoire. C’est une école payante. Elle comprend des enfants de trois à six ans qui ne sont pas répartis dans des classes par âge mais qui sont tous mélangés. Les élèves ne passent donc pas dans la classe supérieure. Les horaires et les activités peuvent être différents d’un groupe à l’autre dans un même établissement. L’école commence en août. Il n’y a pas de vacances scolaires. Les Kindergarten ferment s’ils le souhaitent pendant la période de Noël et en été.
Les Kindergarten ne sont pas inclus dans le système scolaire. Il y a deux types de Kindergarten : ceux gérés par la commune et ceux gérés par l’église mais qui n’ont pas de but religieux.

### Le primaire
Le primaire est en Allemagne assuré par les Grundschulen. Leur fréquentation est obligatoire pour tous les enfants à partir de 6 ans, et la scolarité dure quatre ans avec deux ans d'Orientierungsstufe (palier d'orientation) permettant une première orientation) jusque 17 ans et demi. Une des caractéristiques des Grundschulen est de ne pas mettre sous pression les élèves : il n'y a pas de notes dans les deux premières années, seulement des appréciations orales. Après, ils sont évalués de 1 à 6 (1 est la meilleure note) ; les redoublements sont très rares. Les déficits de connaissances doivent donc être comblés par des moyens pédagogiques autres que la répétition. Les Grundschulen sont un des premiers lieux de socialisation hors de la famille. Elles sont également le siège de nombreuses innovations pédagogiques : les professeurs de Grundschule sont formés de manière plus intense à la pédagogie que leurs collègues enseignant dans les cycles supérieurs.
Pour certains enseignements, ce sont d’autres enseignants qui font le cours (art, musique, sport). Les Allemands ont six semaines de vacances l’été. Avant de quitter le Kindergarten à l’âge de 6 ans, les élèves font des tests de maturité, des évaluations sur la compréhension de la langue allemande pour pouvoir intégrer le Grundschule. C’est la maturité de l’enfant qui lui permet de passer à l’école élémentaire. L’Allemagne est composée de Länder qui n’ont pas les vacances au même moment pour permettre aux Allemands de voyager.
La ville de Bochum compte 61 écoles primaires.

### Écoles du niveau secondaire
L'école secondaire en Allemagne est basée sur un cursus d'une durée de huit années de Gymnasium. Le Gymnasium est l’équivalent allemand et autrichien du collège et lycée français. Les élèves allemands et autrichiens de niveau suffisant y vont à l’âge de 11 ans et en ressortent avec l’Abitur en Allemagne, l’équivalent du baccalauréat français à l’âge de 19 ans.
Les élèves allemands ont moins d'heures de cours que leurs voisins français. Les cours sont généralement dispensés le matin. L'après-midi est libre et les élèves y ont la possibilité de participer à des ateliers (Arbeitsgemeinschaft) encadrés par des enseignants tels que la photographie, la programmation, le théâtre.
Il y a douze Gymnasium à Bochum dont :

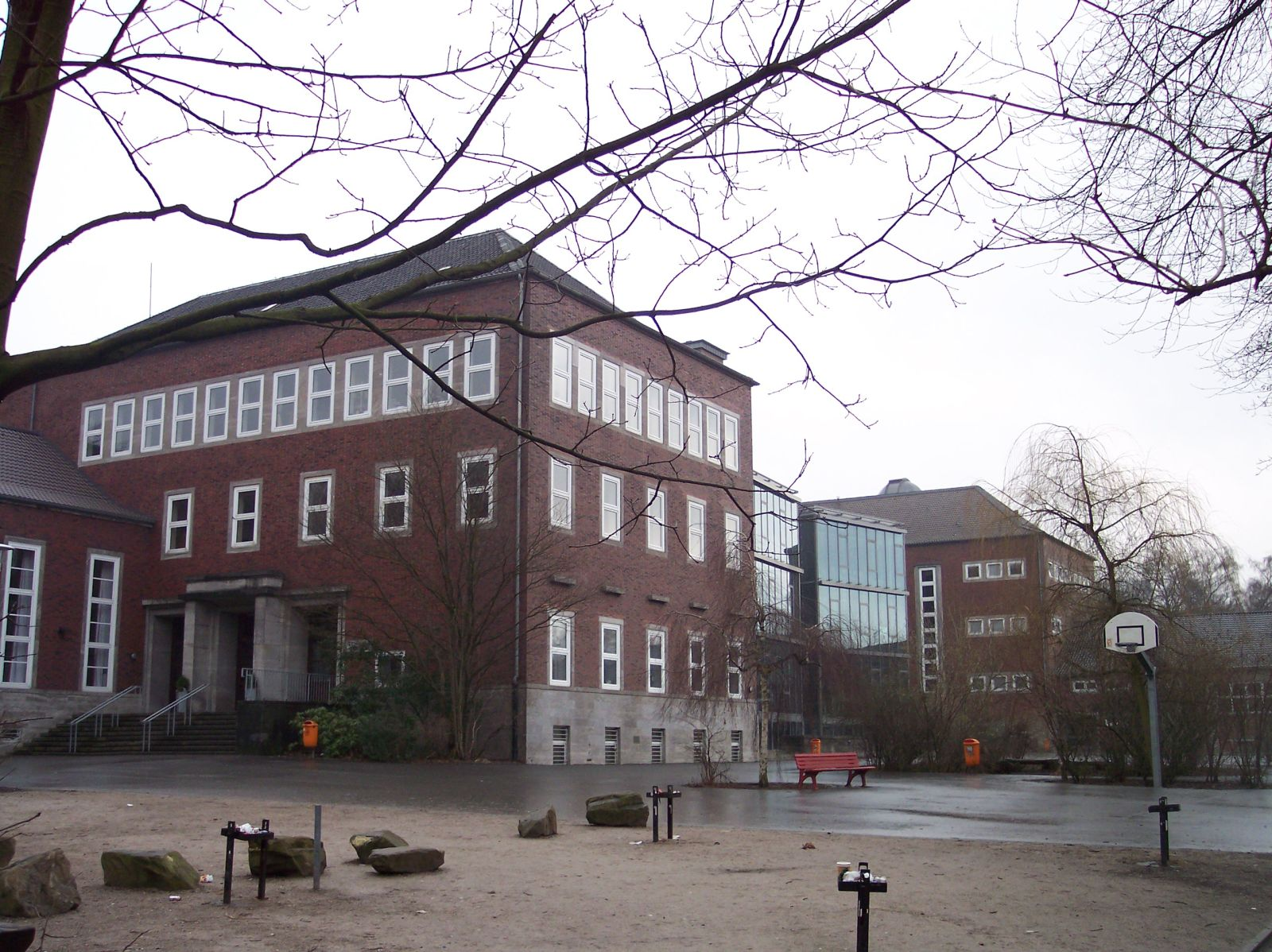
Schiller School Bochum.

- Schiller School Bochum.Schiller School Bochum ouverte en 1919. La Schiller School compte environ 1 000 élèves et 102 enseignants. En 6e année, une deuxième langue est utilisée en français ou en latin. En outre, l'espagnol peut être choisi comme troisième langue étrangère à partir de la huitième année.
- Theodor-Körner-School, fondée le 21 avril 1920 en tant qu'école supérieure pour garçons. En 1937, elle fut nommée par décision du Conseil de la ville de Bochum en l'honneur de l'écrivain Carl Theodor Körner (1791-1813). Plus de 1 000 élèves suivent les cours de 80 enseignants. L'offre linguistique comprend aujourd'hui l'anglais à partir de la 5e année, le latin ou le français à partir de la 6e année, le français ou l'espagnol à partir de la 8e année et le français ou l'espagnol à partir du niveau supérieur. Il existe un programme d’échanges d’étudiants à Issy-les-Moulineaux.
- École Goethe à Bochum fondée en 1851, elle compte 1 032 élèves pour 70 enseignants.
- La Graf-Engelbert-Schule est un lycée urbain renommé situé sur la Königsallee près du centre-ville. Fondée en 1910, elle est un centre d'excellence en mathématiques et en sciences. Des accords de coopération ont été conclus avec l'Université de Bochum et Collège technique Georg Agricola de Bochum. Elle accueille 860 étudiants et 70 enseignants.Bochum Graf Engelbert Schule.

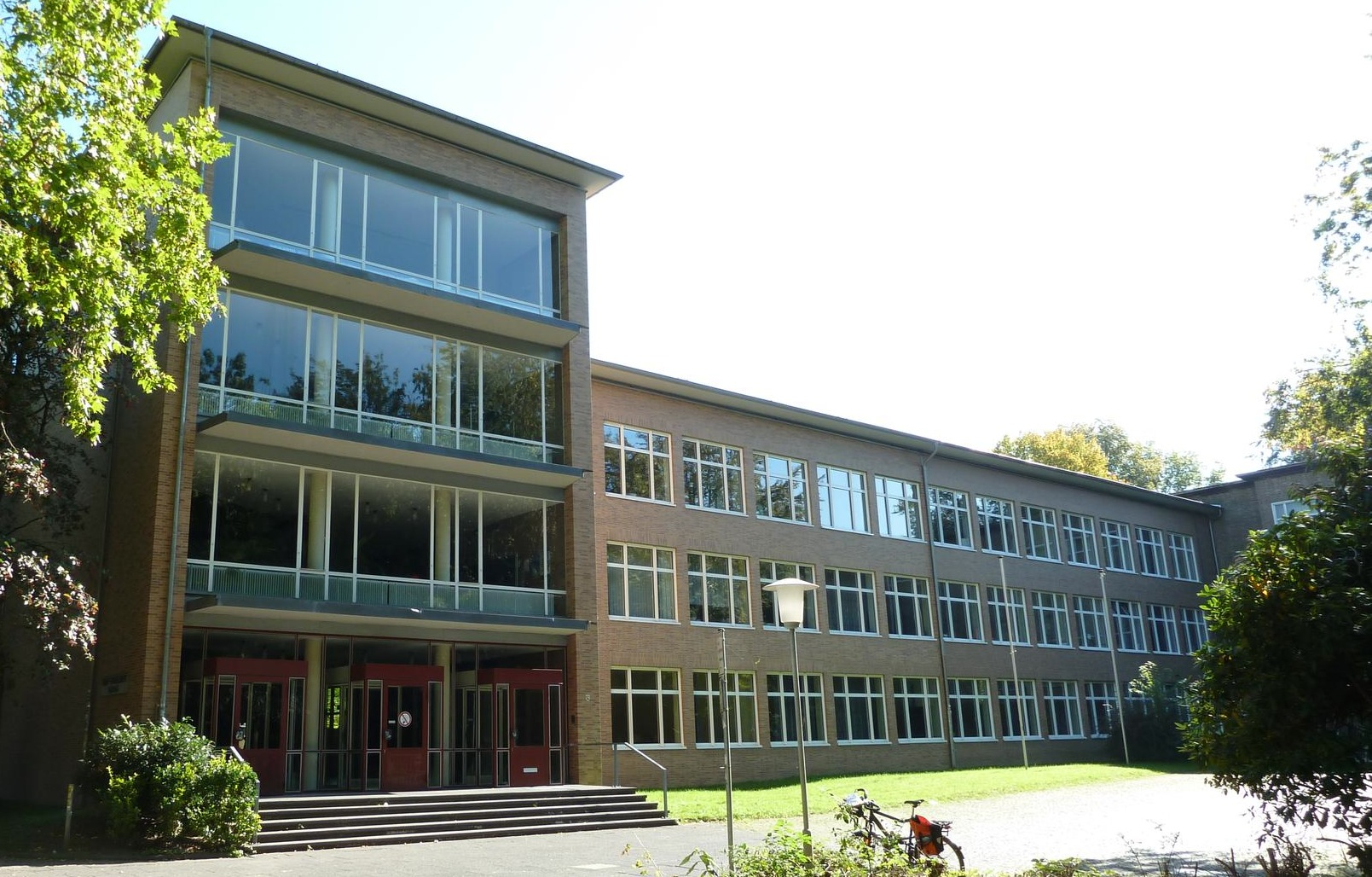
Bochum Graf Engelbert Schule.

- Heinrich-von-Kleist-School Bochum fondée le 22 mai 1919, est le premier lycée à temps plein à Bochum. 850 élèves suivent des cours dispensés par 50 enseignants et 10 enseignants stagiaires.
- École Hellweg de Bochum est un lycée fondé en 1872. Aujourd'hui, 968 étudiants sont inscrits. Dans une étude de la qualité réalisée en 2007 sur l'ensemble de l’État de Rhénanie du Nord-Westphalie, il est l'un des lycées les plus exemplaires de Rhénanie du Nord-Westphalie.
- Hildegardis School Bochum est un lycée fondé en 1860. Environ 1 000 élèves sont inscrits à cette école qui offre notamment une branche bilingue franco-allemand. En 2008, l'école a été certifiée par le ministère de l'Éducation comme une école européenne en Rhénanie du Nord-Westphalie et à nouveau reconnue comme une école du futur. En 2010, l'école Hildegardis a participé aux évènements Ruhr 2010. Hildegardis School entretient des partenariats avec d'autres établissements scolaires en Europe comme les écoles de Wolverhampton en Angleterre, Lyon, Châlons-en-Champagne, Châteauneuf-sur-Sarthe et l'Ile de la Réunion en France et Vicenza en Italie.
- Lessing School (Bochum) compte actuellement un peu moins de 1 000 étudiants. L'école a été construite en 1948. Lessing School.

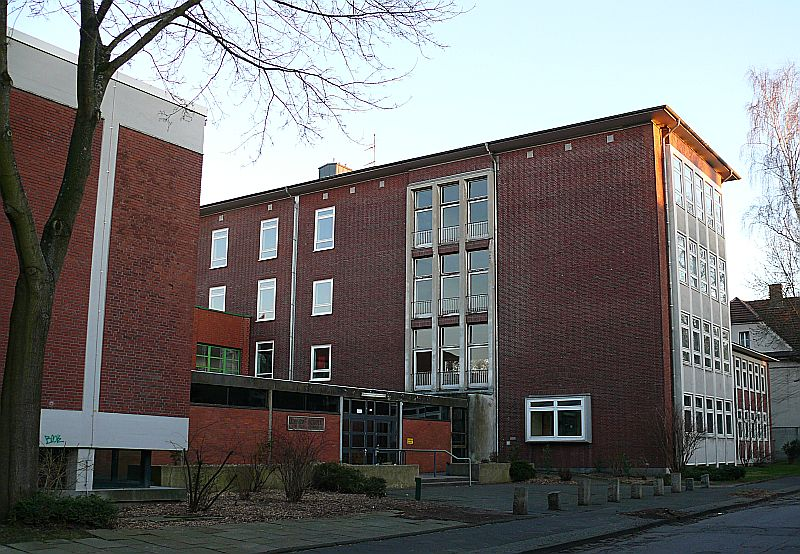
Lessing School.

- École Märkische Wattenscheid est un lycée fondé en 1873. Il est situé dans la partie sud de Bochum, 1 125 étudiants sont inscrits pour 72 enseignants. Depuis 2009, l'école est une école de sport d'élite et est spécialisée dans une école de football d'élite et offre de nombreuses possibilités de projet, comme des projets d'échanges avec le lycée de Bartow en Floride et le lycée de Bressuire en France.
- Le New Gymnasium Bochum est un lycée allemand-anglais. Il a été créé en 2010 par la fusion de l'école Albert Einstein et du Gymnasiun d'Ostring. Certifié école européenne par l'état de Rhénanie du nord Westphalie. L'établissement accueille 1 250 étudiants. Dès la cinquième année, les langues proposées sont l'espagnol, le français, le grec, l'italien, l'hébreu et le chinois. Depuis 2012, un ancien membre du Bundestag a créé un groupe de travail qui traite la politique européenne en anglais et participe régulièrement à des simulations parlementaires. En 2017, une délégation de l'école a réussi à gagner le processus de sélection allemand du Parlement européen de la jeunesse et à se qualifier pour la réunion internationale de Vilnius en 2018.

### Études supérieures

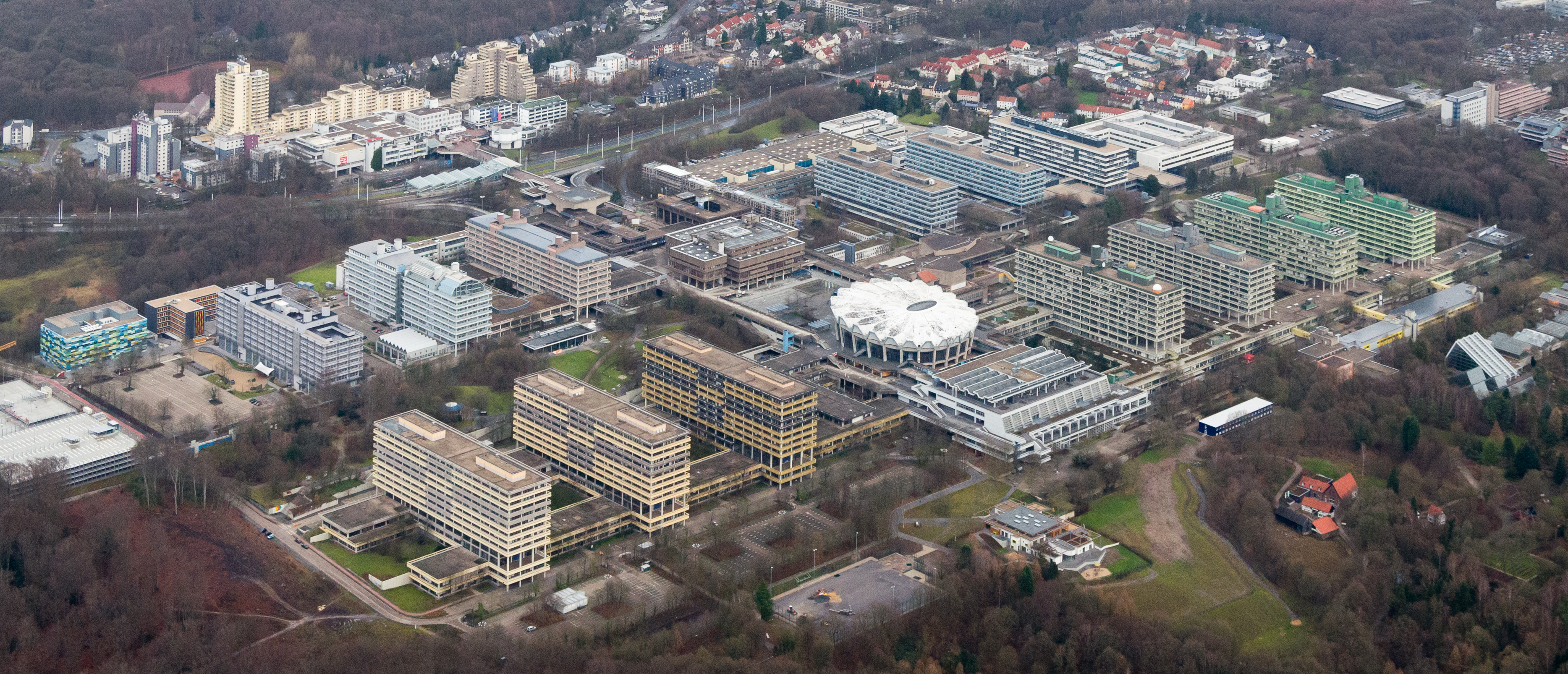
Vue aérienne de l'université (2014).

Neuf universités sont implantées sur la ville.
L'université de la Ruhr est l'une des plus grandes d'Allemagne, avec environ 38 700 étudiants. Elle participe à des coopérations inter-universitaires et des échanges d'étudiants au travers du Réseau d'Utrecht. Fondée en 1962. Les spécialités présentes sont les suivantes : 
- Sciences humaines ;
- faculté de théologie catholique ou évangélique ;
- faculté de philosophie et pédagogie ;
- faculté d'histoire ;
- faculté de philologie ;
- faculté de droit ;
- faculté de sciences économiques ;
- faculté de sociologie ;
- faculté des études de l'Asie de l'Est ;
- faculté de sport ;
- faculté de psychologie ;
- institut du facteur humain.

Sciences de l'ingénieur
- Faculté du génie civil et génie écologique
- Faculté du génie mécanique
- Faculté d'électrotechnique et des technologies de l'information et de la communication

Sciences physiques et naturelles
- Faculté de mathématiques
- Faculté de physique et astronomie
- Faculté de sciences de la Terre
- Faculté de chimie et biochimie
- Faculté de biologie et biotechnologie

Sciences médicales
- Faculté de médecine

Logo de l'université de Bochum.

L'Université des sciences appliquées et la deuxième plus grande université de Bochum avec environ 7 000 étudiants. Fondée en 1971, elle est située à proximité immédiate de l’ Université de la Ruhr. L'université offre les filières suivantes :
- architecture ;
- Construction et génie de l'environnement ;
- Génie électrique et génie informatique ;
- centre de mécatronique NRW ;
- Mécatronique et génie mécanique ;
- géodesie ;
- économie.

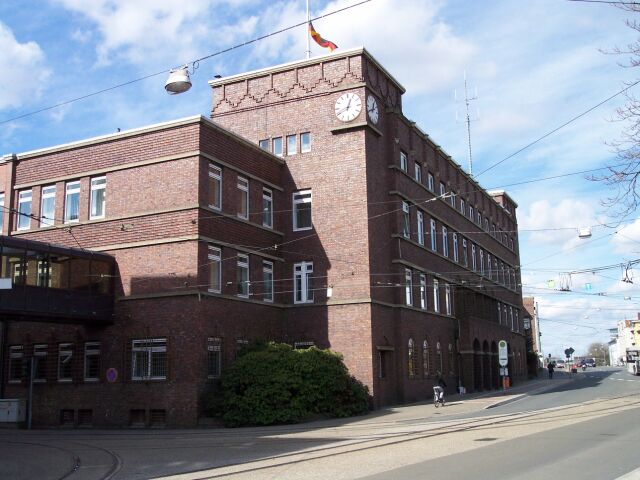
L'université technique Georg Agricola.

L'université technique Georg Agricola. Fondé en 1816 en tant qu'école des mines, aujourd'hui, c'est une université des sciences appliquées privée reconnue et financé par l'état fédéral. En 2018, 2 400 étdudiants y sont inscrits dont 88 % d'hommes et 9 % sont des étudiants étrangers et 51 % achève des études extra-professionnelles. Les filières présentes sont :
- géotechnique et géologie appliquée ;
- arpentage ;
- géoingénierie ;
- génie mécanique.

L'Université protestante de Rhénanie-Westphalie-Lippe est la plus grande université protestante d'Allemagne avec environ 2 300 étudiants. Agréée par l'État est soutenue par les églises régionales protestantes de Rhénanie, de Westphalie et de Lippe. L'université est tournée principalement vers les enseignements suivants :
- droit social ;
- sciences infirmières ;
- socioéconomiques.

L'école de commerce EBZ est une université privée reconnue par l'état. Fondée en 2008, elle est parrainée le centre européen d'éducation pour le secteur du logement et de l'immobilier. 1 155 étudiants y sont inscrits. L'enseignement est axé sur un programme de formation complémentaire en vue de l’obtention d’un diplôme en gestion du logement et de l’immobilier.
Le Collège de santé fondé le 1er novembre 2009 est la première université d’Allemagne à se former exclusivement aux professions de la santé. En 2018, 1 300 étudiants y sont inscrits pour les filières suivantes :
- ergothérapie ;
- obstétrique ;
- orthophonie ;
- physiothérapie ;
- soins infirmiers.

L'école d'art dramatique de Bochum a été fondée en 1939. La période d'apprentissage du programme d'études d'art dramatique est de huit semestres, les quatre premiers semestres comprenant une éducation de base axée sur la découverte et le développement de l'instrument de théâtre. L'entraînement de base est la voix, la parole et le corps dans le but de faire de l'expression tout en préservant le talent de l'acteur.
Le collège fédéral d'administration publique est un établissement d'enseignement de la fonction publique reconnu par le ministère de la Sécurité sociale. Basé à Brühl, le collège a également un siège à Berlin et Bochum dans les bureaux de l'assurance pension allemande Knappschaft-Bahn-See, une association allemande d'assurance pension faisant partie du réseau de l'assurance pension allemande dont le siège social est à Bochum.

## Santé
Bochum est un très important pôle de santé en Rhénanie du nord Westphalie. L'Hôpital Universitaire de la Ruhr Université de Bochum est l'hôpital catholique de Bochum qui gère les principaux hôpitaux de la ville dont :

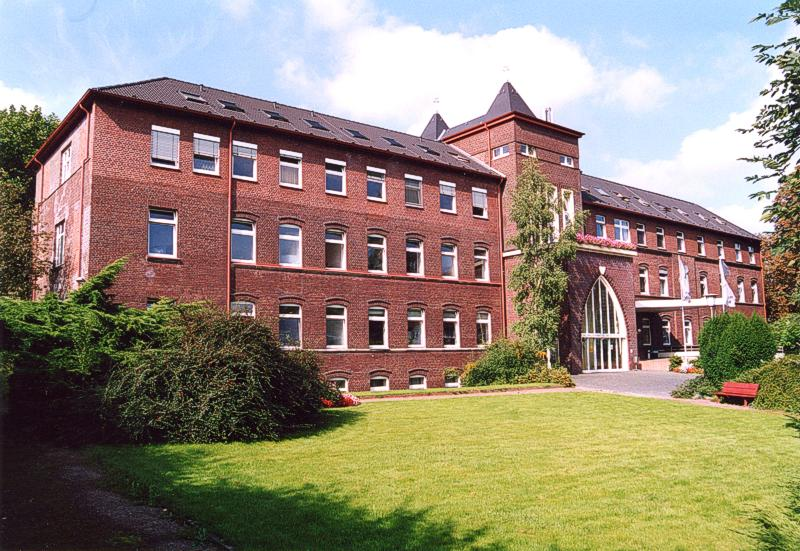
L'hôpital St Josef.

L'hôpital catholique St Josef a été fondé en 1909. En 2015, environ 30 000 patients ont été hospitalisés et 124 000 consultations externes traitées ; il emploie 2 120 personnes dans les services suivants :
- Diabétologie et d'endocrinologie gastrointestinale ;
- Gastroentérologie ;
- Hématologie, oncologie ;
- Infectiologie ;
- Radiologie ;
- Médecine générale ;
- Chirurgie générale et viscérale ;
- Anesthésiologie et soins intensifs ;
- Dermatologie, allergologie et vénéréologie ;
- Chirurgie vasculaire ;
- Cardiologie ;
- Pédiatrie ;
- Neurologie ;
- Orthopédie et traumatologie ;
- Radiothérapie.

L'hôpital Sainte-Elisabeth a été fondé en 1848. En 2015, 11 500 hospitalisations ont été inventoriées. Le centre hospitalier emploie 617 personnes dans les services suivants :
- Anesthésiologie et soins intensifs ;
- Gynécologie et obstétrique ;
- Otorhinolaryngologie ;
- Médecine interne ;
- Néonatologie ;
- Phoniatrie et pédiatrie ;
- Orthopédie rhumatoïde ;
- Radiologie.

L'hôpital St. Maria Hilf fondé en 1923. Les soins actuels sont la gériatrie et le traitement des maladies veineuses. En 2015, 3 100 patients ont été hospitalisés et 6 950 consultations externes pratiquées et emploie 165 personnes.

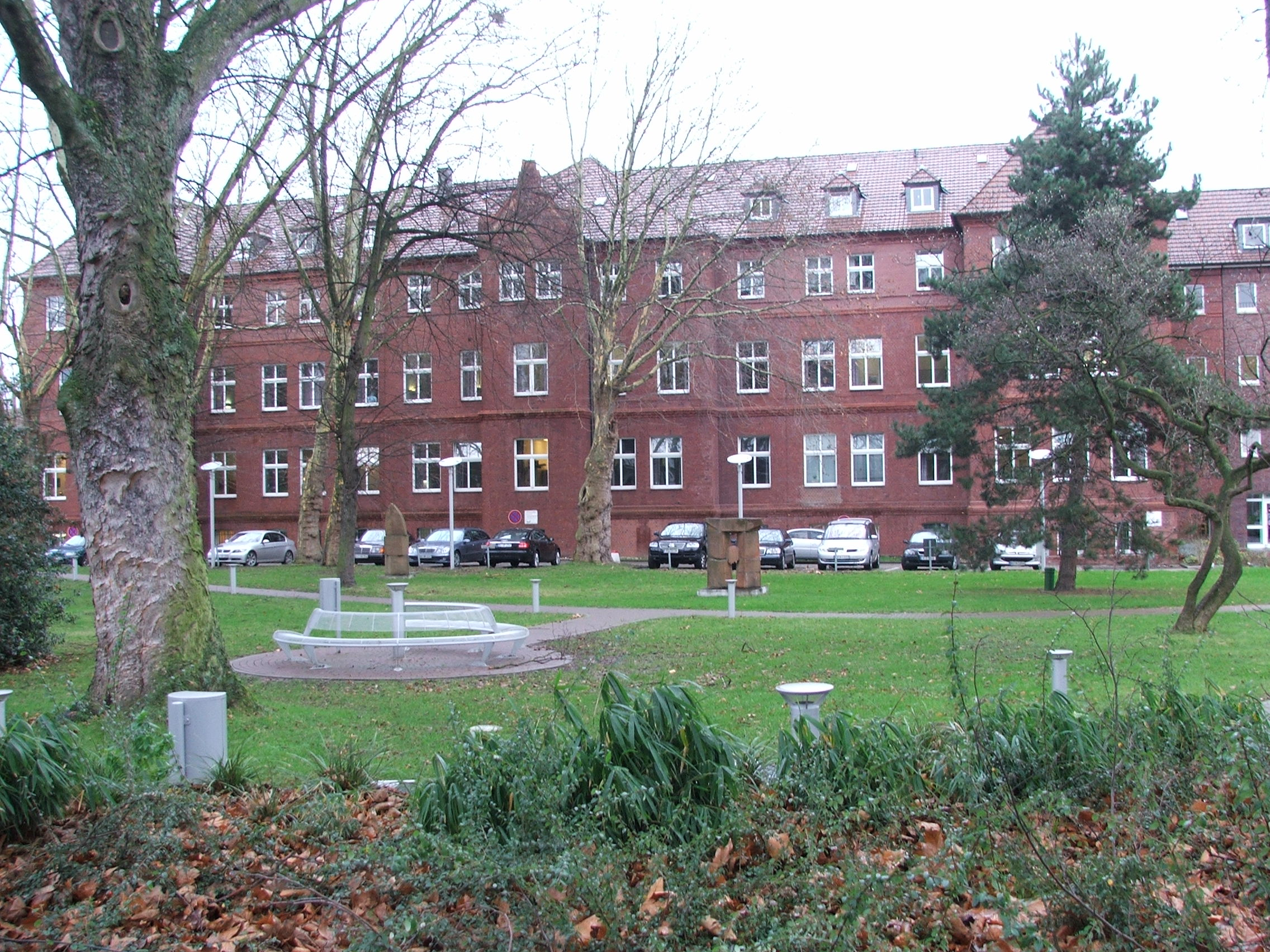
L'hôpital Martin Luther.

L'hôpital Martin Luther a été fondé en 1886. Le centre hospitalier dispose de 298 lits de plusieurs services dont la :
- Psychiatrie avec 126 lits ;
- Anesthésie, soins intensifs ;
- Ophtalmologie avec quatre lits ;
- Chirurgie générale et viscérale avec 77 lits ;
- Médecine interne avec 91 lits avec les services gastroentérologie et cardiologie.

L'hôpital comptabilise environ 8 000 hospitalisations, 13 000 actes ambulatoires chaque année et il emploie cinq cents personnes dont deux cents infirmiers. Le budget de vingt-deux millions d'euros avec un déficit de 4 500 000 euros en 2007.

## Service de secours et d'incendie
Le service d'incendie de Bochum est composé du corps de sapeurs pompiers de Bochum fondé en 1901 et de la brigade des pompiers volontaires.
Le corps de sapeurs pompiers de Bochum est réparti en trois postes de secours et de pompiers :
- Poste de pompiers et de secours 1 ouest / Wattenscheid
- Poste de pompiers et de secours 2 Mitte / Bochum
- Poste de pompiers et de secours 3 est / Werne (Garde principale)

et de six postes de secours :
- Poste de secours 4 Weitmar / Wasserstr.
- Poste de secours 5 Weitmar / Wohlfahrtsstr.
- Poste de secours 6 Ehrenfeld
- Poste de secours 7 Grumme
- Poste de secours 8 Langendreer
- Poste de secours 9 centre-ville

La brigade des pompiers volontaires est répartie en 3 sections :
- Section ouest
- Section centre
- Section est

Chaque jour, les services d'incendie et de secours de Bochum comptabilise plus de 100 interventions soit 39 000 par an dont la majorité relève des services de secours. Pour une meilleure organisation, environ 60 pompiers sont de garde et la disponibilité de six ambulances, de deux véhicules de secours médical, de huit véhicules de secours (incendie, secours routier, échelles).

## Justice
Bochum est le siège de différentes juridictions pénales dont :
- le tribunal régional de Bochum, un tribunal de droit commun, sa responsabilité inclut les tribunaux de district des districts de Bochum, Herne,Wanne, Recklinghausen et Witten. Il emploie 237 personnes, dont 70 juges ;
- la cour de district de Bochum, un tribunal de droit commun. Le district judiciaire ne couvre que la zone de la ville sans cercle de Bochum ;
- le tribunal du travail de Bochum est trente tribunaux du travail de la Rhénanie du Nord-Westphalie. Le tribunal est situé dans le centre de justice de Bochum, il est localement responsable des conflits juridiques entre les villes de Bochum et de Witten. La compétence factuelle découle de la loi sur les tribunaux du travail.

## Force de police
Bochum est le siège du quartier général de la police de la zone de sécurité des villes de Bochum, Herne et Witten, de la 1re unité technique de la police anti-émeute de la Rhénanie du nord Westphalie, de la 1re et 2e division de la police anti-émeute de l'état.
Pour une optimalisation des moyens et des effectifs, un concept de commissariat s'articule sur l'ensemble du territoire répartis comme ceci :
- commissariat de police Bochum-est ;
- commissariat de police Bochum sud-est ;
- commissariat de police Bochum ouest ;
- commissariat autoroutier de Bochum.

L'inspection de la police de Bochum ont leurs bureaux dans le commissariat de police ouest.

## Économie

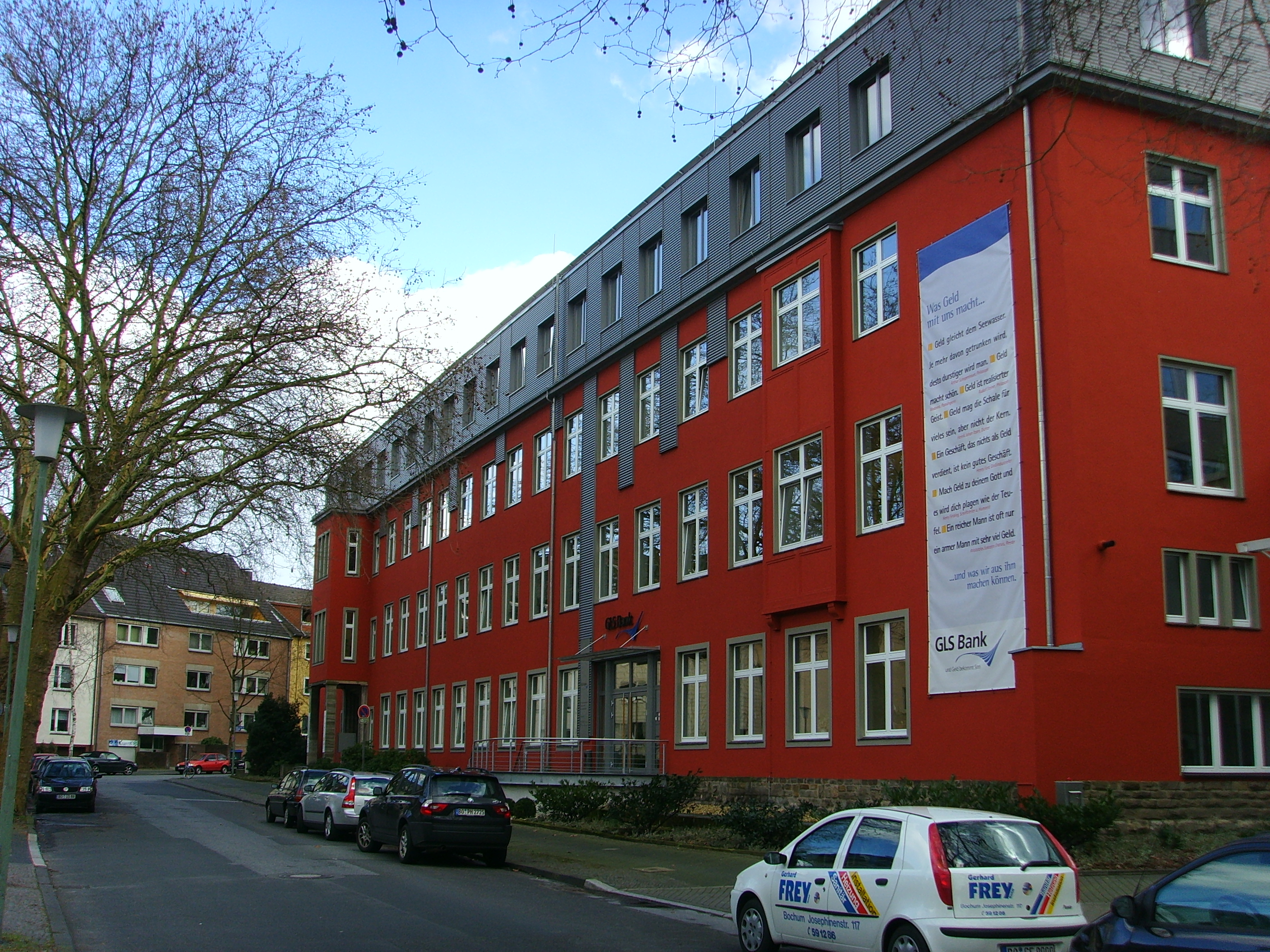
Le siège social de GLS Bank à Bochum.

### Les grandes entreprises implantées à Bochum
Bochum est le siège de plusieurs grandes entreprises, parmi lesquels:
- GLS Bank, est une banque éthique allemande fondée en 1974 à la suite d'une initiative anthroposophique par Wilhelm Ernst Bakkhoff et Gisela Reuther. C’était la première banque en Allemagne qui opérait sur la base d’une philosophie éthique. En novembre 2006, son encours était de 645 millions d’euros. Le 31 décembre 2008, l’encours total était de 1013 millions d’euros, et de 1847 millions le 31 décembre 2010, trois ans plus tard. En 2010, la banque a gagné plus que 18 000 nouveaux clients et en février 2011 a annoncé une croissance de 37 %, la plus grande de l’histoire de la banque. En décembre 2016, la coopérative avait 46 313 membres, avec un nombre qui n’a pas dépassé les 41 982 membres en décembre 2015, soit une croissance de 10,3 %. En 2017, son effectif était de 514 employés.
- Aral AG est une société anonyme crée le 28 novembre 1898, filiale du groupe pétrolier BP. Depuis 2003, BP Allemagne opère sous la marque Aral, avec environ 2 500 stations-services dans toute l’Allemagne.
- Bogestra est un exploitant de transport public de passagers. Elle gère les réseaux de Bochum, Witten et Gelsenkirchen. Les actions de la société ont été inscrites à la côte de la bourse de Düsseldorf. Elle est détenue à 50,01 % par la ville de Bochum, de 48,27 % par la ville de Gelsenkirchen et 1,72 % d'actions propres. En 2016, son chiffre d'affaires était de 195,48 millions d'euro, elle à transporté 146 millions de passagers et employé 2 206 personnes.

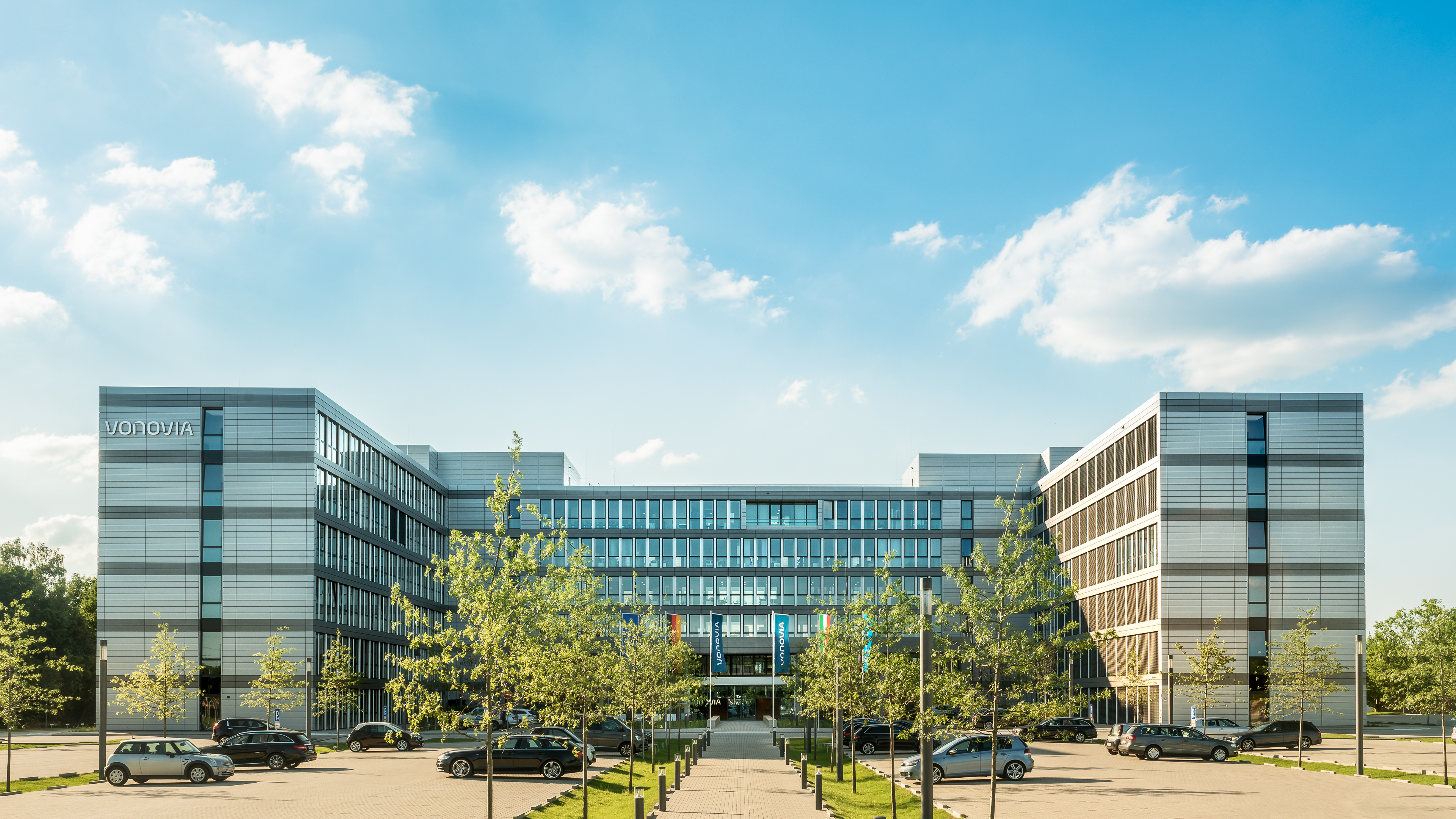
Le siège social de Vonovia SE.

- Vonovia SE la plus grande société immobilière allemande. Fondée en 2001. La société est cotée à la bourse de Francfort, En 2017, son chiffre d'affaires était de 3,598 milliards d'euros et à un effectif de 9 685 personnes aux 31 août 2018.

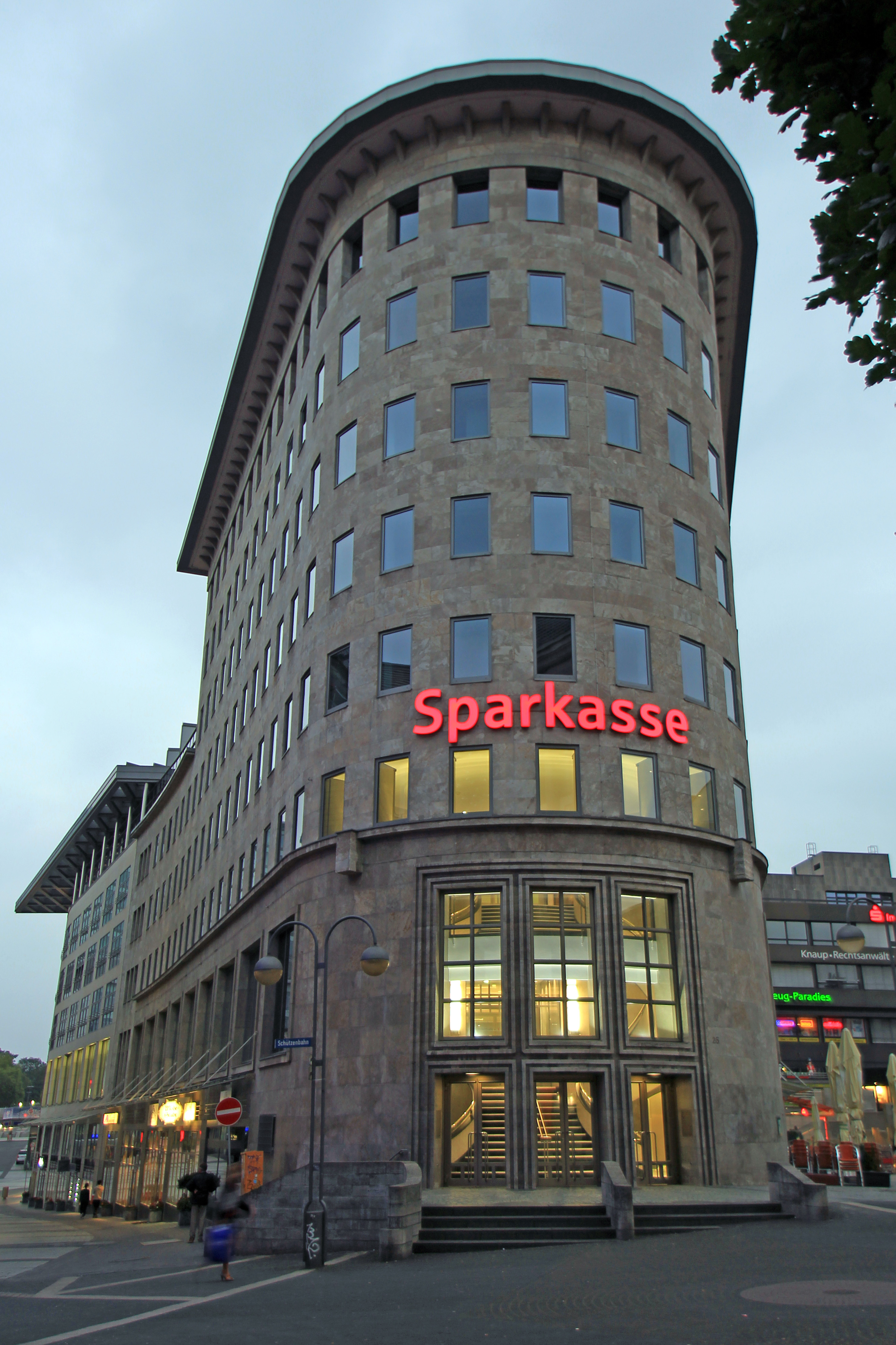
Le siège social de Sparkasse.

- Le siège social de Sparkasse.Sparkasse Bochum est une caisse d'épargne de droit public. Leur secteur d'activité est la zone urbaine de Bochum. Avec des bureaux et des guichets automatiques, il est présent dans l’ensemble de Bochum. Pour l'exercice 2017, La Sparkasse Bochum a enregistré un total de bilan de 6,786 milliards d'euros, et des dépôts de la clientèle de 5,172 milliards d'euros. Selon la ligne directrice sur les caisses d'épargne 2017, il se classe au 36e rang en termes d'actif total, avec 49 succursales en libre-service et emploie 1 110 personnes. Sparkasse est le leader du marché et le principal prêteur pour l’économie régionale.
- Volkswagen infotainment, filiale du groupe Volkswagen, est une société pour le développement de dispositifs de communication et d'unités de commande électroniques et sur les futures technologies liées à la voiture connectée[5].

D'autres grandes entreprises sont implantées dans la ville comme le groupe spécialisé en transport et logistique DHL, du groupe Deutsche Post DHL.
le groupe industriel allemand ThyssenKrupp

### Centre commercial Ruhr Park
Ouvert le 14 novembre 1964, totalement rénové de 2011 à 2015, le parc de la Ruhr avec une superficie commerciale de 115 000 m2 comprenant 160 magasins et un parking de 4 800 places est l'un des plus grands d'Allemagne. 2 500 personnes y travaillent avec un chiffre d'affaires estimé à environ 243 millions d'euros en 2013. Il est desservi par les autoroutes A40 et A43 et sept lignes de bus avec trois arrêts répartis autour du parc.

### Tourisme
Bochum est l'une des villes les plus visités de la Rhénanie du Nord Westphalie. Avec un programme évènementiel très riche durant toute l'année, le tourisme a un rôle majeur dans l'économie de la Ville. Il n’y a pas moins de 65 hôtels implantés à Bochum dont certains faisant partie de grands groupes hôteliers mondiaux répartis comme suit :
Hôtels 4 étoiles : Mercure Hôtel Bochum City, Renaissance Bochum Hôtel, Courtyard by Marriott Bochum Hôtel ;
Hôtels 3 étoiles : Ibis Styles Hôtel Bochum Hauptbahnhof, Acora Hôtel und Wohnen ;
Hôtels 2 étoiles : B&B Hôtel Bochum, Ibis Hôtel Zentrum Bochum.

## Transports

### Bus

Le logo de Bogestra.

Un réseau de bus dessert l'ensemble des quartiers de la ville. Géré par la société Bogestra, il compte soixante-dix lignes régulières et d'un parc de 228 véhicules.

### Tramways
Le réseau de tramways de Bochum, ouvert en 1894, dessert les villes de Bochum et Gelsenkirchen, et compte 9 lignes actives (301, 302, 305, 306, 308/318, 309, 310, 316), ainsi que la ligne 107 de Gelsenkirken à Essen.
La société BoGeStra Bochum-Gelsenkirchener Straßenbahnen AG a reçu en décembre 2022 les derniers Variotram de Stadler Rail (95). Ces trams sont d'une longueur de 30 mètres et sont de type modulaire, à cinq caisses reposant sur trois bogies, avec plancher surbaissé et cinq portes de chaque côté. Ils peuvent accueillir environ 180 personnes.

### Métro léger de Bochum
Le métro de Bochum est un réseau de métros légers et de tramways qui dessert principalement le centre-ville et permet également de joindre des villes comme Gelsenkirchen et Herne.

### Réseau ferroviaire
La gare centrale de Bochum (en allemand : Bochum Hauptbahnhof) est la plus importante de la ville, elle est le point centrale de tous les moyens de transport publics. Son hall de réception est considéré comme l’un des plus importants bâtiments neufs de la gare allemande des années 50. Avec huit quai, le Réseau Grandes lignes de la DB : InterCityExpress, InterCity, EuroCity, RegionalExpress, RegionalBahn dessert la gare. Depuis 2011, la liaison Paris-nord Dortmund en Thalys s'arrête à Bochum.

### Réseau autoroutier
La ville de Bochum est desservie par deux axes autoroutiers importants :
- l'A40 entre Venlo et Dortmund ;
- l'A43 de Münster à Wuppertal.

De plus, trois routes principales traversent la ville dont la B51 entre Stuhr et Kleinblittersdorf puis par B226 (Hagen - Bochum - Gelsenkirchen) et la B235 (Dattein - Bochum - Witten).

### Réseau aérien
L'aéroport international de Düsseldorf est le principal aéroport de la Rhénanie-du-nord-Westphalie situé à 47 km de Bochum. Il existe des liaisons directes de l'aéroport de Düsseldorf jusqu'à Bochum via les lignes ICE, IC, RE et S-Bahn. Les autres liaisons aériennes proches de Bochum sont l'aéroport de Dortmund et l'aéroport Konrad Adenauer de Cologne.

## Congrès

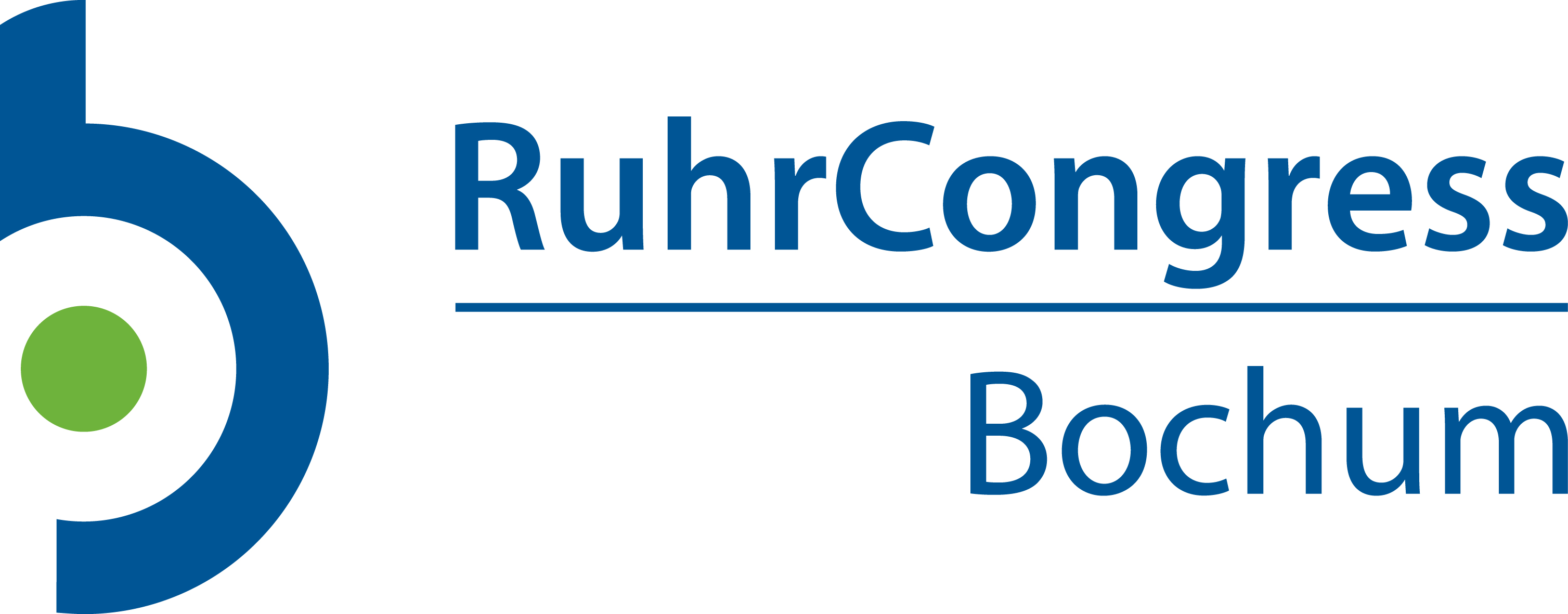
Le logo du centre de congrès.

Le RuhrCongress Bochum est un centre de congrès et d'évènements opérationnelle depuis 2003. En moyenne, environ 200 évènements de toutes sortes ont lieu ici chaque année, allant de concerts à la comédie, en passant par les foires commerciales et les grands congrès (spécialisés).
La surface totale du centre de manifestations, d’une superficie d’environ 8 700 m2, est répartie sur cinq salles et salles de réceptions d’une capacité de 70 à 3 000 m2. Dix autres salles de réunion sont situées dans l'hôtel Renaissance Bochum adjacent. Chaque année, le RuhrCongress Bochum accueille environ 200 000 visiteurs. Le centre de congrès et à proximité immédiate de l’autoroute A40, se trouve à environ trois kilomètres de la gare principale de Bochum et est accessible avec les lignes de tramway 308 et 318.
Les principaux évènements réguliers sont :
- coupe du monde de hip hop ;
- coupe du monde de DiscoDance ;
- congrès de radiologie Ruhr.

## Culture et patrimoine
Bochum est l'une des villes les plus visitées de la Ruhr notamment grâce au 29e itinéraire thématique la route de la culture industrielle. Parmi 77 points se trouvent des mines de charbon, des aciéries, des chemins de fer et des infrastructures maritimes, des installations minières, des églises et des cimetières, des installations sociales, des sites culturels et des commerces, des dépotoirs, des sentiers de randonnée et des sentiers aménagés.

### Musées
Bochum possède douze musées, notamment :
- Le musée de la mine allemande est l’un des musées les plus visités en Allemagne avec environ 365 700 visiteurs. Plus grand musée minier au monde et à la fois un institut de recherche en archéologie minière et archéométrie, ainsi qu'un centre de documentation et d'archives. Le budget du musée s'élève à plus de dix millions d'euros par an dont 39 % partagé entre l'état fédéral et l'état de la Rhénanie du nord Westphalie contre 11 % pour la ville de Bochum. Il emploie 140 personnes toute l'année. Le musée de la mine allemande de Bochum.

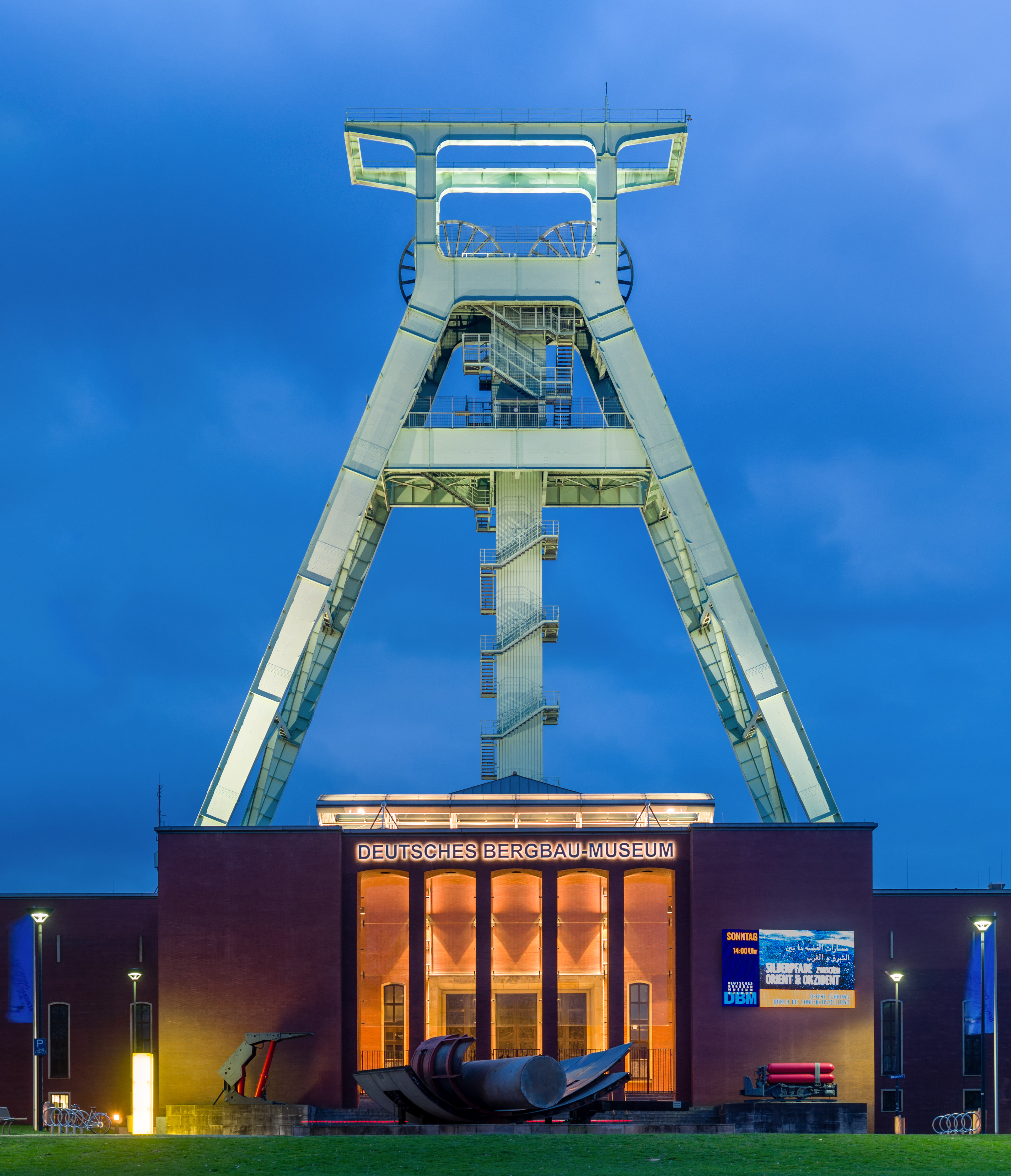
Le musée de la mine allemande de Bochum.

- La mine de charbon de Hanovre était une mine de charbon et est aujourd'hui un musée. La mine avait un total de six puits, qui ont été combinés dans deux puits. Parmi les points forts de la visite, citons la tour Malakow, construite à la fin du XIXe siècle. Les bâtiments sont d'énormes tours de maçonnerie à l'architecture de forteresse. La construction robuste en brique jusqu’à trois mètres d’épaisseur et la construction renforcée à l’intérieur ont permis de retenir les lourdes poulies et d’absorber les énormes forces de traction des supports.
- Le musée de collection d'art de Bochum (Kunstmuseum Bochum) a été inauguré en 1960 à la Villa Marckhoff-Rosenstein. La collection comprend des œuvres d'art du XXe siècle, notamment Francis Bacon et Roberto Matta.
- Le musée des collections d'art de la Ruhr-Universität Bochum a été fondé en 1975. Il est situé dans le bâtiment de la bibliothèque universitaire de Bochum. La collection comprend trois zones dont l'une pour l'antiquité, l'une pour la collection de pièces et la troisième pour la collection d'art moderne avec notamment des fonds d'art du XXe siècle, réalisée par des artistes tels que Josef Albers, Alberto Giacometti, Joseph Beuys, Anthony Caro, Lucio Fontana, Günter Fruhtrunk, Gotthard Graubner, François Morellet, Arnulf Rainer, Emil Schumacher, Richard Serra, Frank Stella, Cy Twombly, Günther Uecker, Christian Boltanski, Donald Judd, Gerhard Richter, Sean Scully et James Turrell.
- Le musée ferroviaire de Bochum créé en 1977. D'une superficie d'environ 46 000 m2, il s'agit du plus grand musée ferroviaire privé en Allemagne. Le musée est centré sur le hangar à locomotives équipé d'une plaque tournante de 20 mètres, d'un château d'eau, d'ateliers et d'installations de traitement de locomotives tels qu'une centrale à charbon, une grue à eau et une tour de sable. La collection de véhicules comprend plus de 120 véhicules ferroviaires de 1853 à 1976 entretenus par environ 130 volontaires pour la plupart.
- La maison Kemnade est un château fort. Détruit après un incendie en 1589, les propriétaires le reconstruisent progressivement jusqu'en 1704. À la fin du XVIIIe siècle, une cour de ferme a été ajoutée. Le château entouré de douves abrite maintenant divers musées et collections. En tant que succursale du musée Bochum dans le manoir depuis 1961, on peut voir environ 1 800 instruments de la collection d'instruments de musique Grumpt et de la collection de l'Asie de l'Est, Ehrich. Le Kunstverein Bochum organise des expositions temporaires sur divers sujets. Dans une maison à colombages de quatre étages située directement derrière le château, se trouve depuis 1971 le musée de la ferme de la ville de Bochum, dans lequel le visiteur peut revivre le style de vie des XVIIIe et XIXe siècles. Le bâtiment est une ferme typique de Stiepeler, qui était encore utilisée vers 1800 comme Meierei avant d'être enlevée au début des années 1960 à Stiepel et reconstruite à son emplacement actuel, fidèle à l'original.

### Théâtres
Bochum compte plus de vingt salles de théâtre dont deux principaux :

#### Le Schauspielhaus Bochum

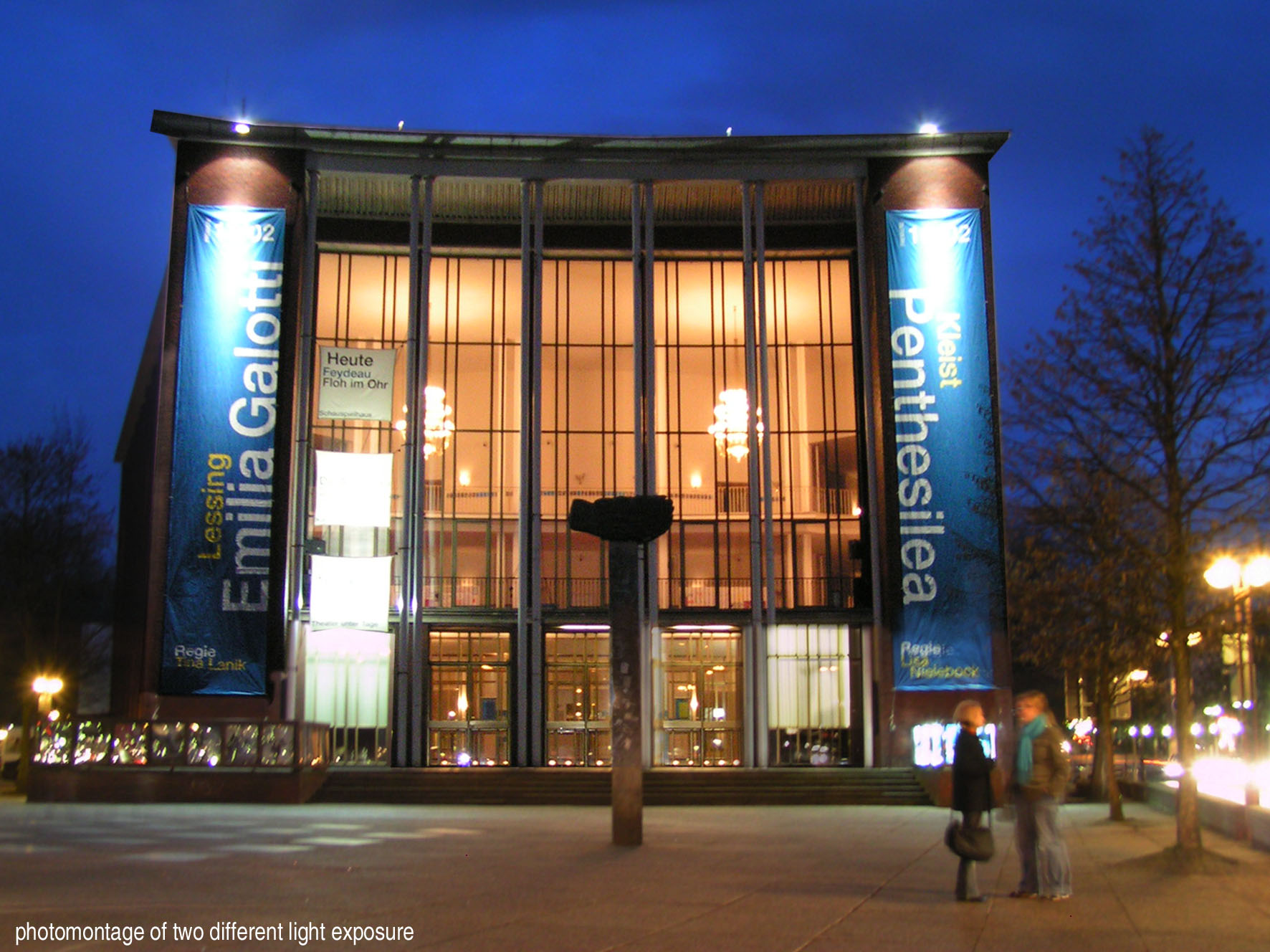
Le Schauspielhaus de Bochum.

Le Schauspielhaus est l'un des théâtres les plus grands et les plus renommés d'Allemagne. Construit en 1908, il a été totalement détruit lors des raids aérien de la Royal Air Force le 4 novembre 1944. Entre l'été de 1951 et l'automne de 1953, le Bochum Schauspielhaus d'aujourd'hui a été construit sur les anciennes fondations selon les plans de l'architecte Gerhard Graubner. Le bâtiment de théâtre d’aujourd’hui, classé en tant que tel, a reçu une plaque portant l'inscription « récompensée comme un bâtiment exemplaire de son temps (1945-1957) ».

#### Le théâtre Starlight Express
Situé à côté du centre de congrès, près de l'autoroute A40 et du tramway, il a ouvert ses portes en 1988. Ce théâtre, d'une capacité de 1 650 personnes avec une scène de 1 100 m2, porte le nom de la triomphale comédie musicale d'Andrew Lloyd Webber qui en 2016 totalisait plus de 16 millions de spectateurs.

### Musique

#### L'orchestre symphonique de Bochum
Fondé en 1918 sous le nom « Städtisches Orchester », l'Orchestre symphonique de Bochum est connu sur la scène internationale avec des tournées de concerts en Israël, aux États-Unis à Los Angeles et Chicago et en Estonie. Les symphonistes de Bochum ont orchestré les concerts de Ian Anderson, le chanteur du groupe Jethro Tull et du concert de Herbert Grönemeyer à guichets fermés avec 29 000 auditeurs du Ruhr Stadium. En 2011, l'Orchestre Symphonique de Bochum a joué sept concerts avec Sting dans le cadre de sa tournée Symphonicities.

### Festivals
Bochum organise toute l'année, différents festivals dont deux sont renommés à l'international.

#### Le festival Bochum Total
Le festival a débuté en 1986 avec deux scènes et est devenu l'un des plus grands festivals de rock pop gratuit en Europe avec pas moins de 900 000 spectateurs chaque année. Le festival commence le jeudi avant les vacances d'été aux Bermudes3eck dans le centre-ville.

#### Festival de la tente de la Ruhr
Le Zeltfestival Ruhr est un festival de rock qui se déroule chaque année de la mi-août au début de septembre et rassemble environ 140 000 spectateurs. Depuis le début, le festival a rassemblé des artistes mondialement connus comme Joe Cocker, Status Quo, Ed Sheeran, Amy MacDonald, Placebo, En 2018, James Blunt et A-ha était les têtes d'affiche.

### Évènements annuels
- Avril: Journées de l'orgue de Bochum (commençant le lundi de Pâques)
- Mai: Festival de théâtre de marionnettes international
- Mai: Fête de la vapeur à la mine de Hanovre (tous les deux ans)
- Juin: Festival d'été de l'Université de la Ruhr
- Juin: Festival du théâtre amateur de la Ruhr
- Juin: Les nuits de la culture industrielle (dans toute la région de la Ruhr)
- Juin / juillet: Festival d'été du VfL Bochum
- Juillet: Festival Bochum Total (premier week-end de juillet)
- Juillet: Sparkassen Giro Bochum (deux semaines après l'arrivée du Tour de France)
- Août: Fête familiale (dernier week-end des vacances d'été en Rhénanie du Nord-Westphalie)
- Août: Fête de cuisine de Bochum (souvent le dernier week-end de vacances d'été en Rhénanie du Nord-Westphalie)
- Août: Zeltfestival Ruhr
- Septembre: Open Flair (cabaret international et théâtre de rue)
- Octobre: marché d'octobre
- Octobre / novembre: Journée des antiquaires dans le district de la Ruhr
- Novembre: Journées du théâtre pour enfants et jeunes
- Décembre: marché de Noël

### Lieux de rencontres et de partages

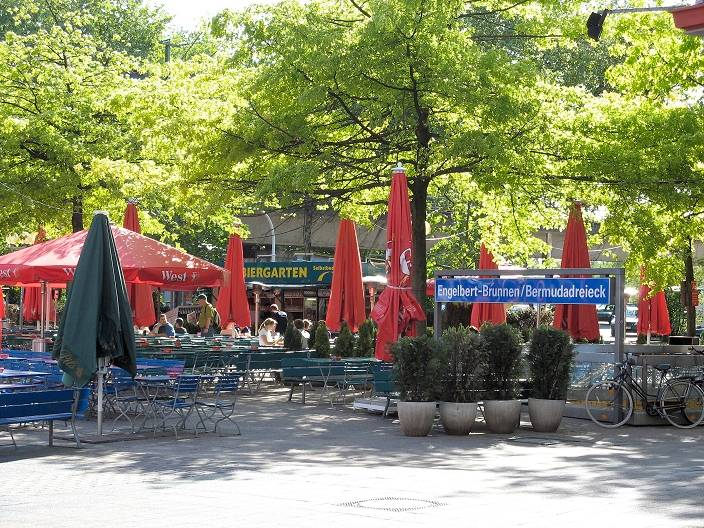
Bermuda3eck.

Bermuda3eck, réputé pour ses initiés, est connu bien au-delà des limites de la ville. Durant les mois d'été, 30 000 visiteurs profitent des nombreux pubs, cafés, restaurants, discothèques et cinémas. Il est considéré comme le lieu de rendez-vous de la scène dans la région de la Ruhr avec plus de trois millions de touristes par an.
Le lac Kemnuder est situé entre Bochum, Hattingen et Witten. Il est le plus jeune des six réservoirs de la Ruhr achevé en 1979. Il contient environ trois millions de mètres cubes d'eau pour une profondeur moyenne de 2,4 mètres. Le lac est entouré de sentiers de randonnée et de pistes cyclables. L’itinéraire circulaire autour du réservoir a une longueur d’environ huit kilomètres. Le lac Kemnader fait partie de la route thématique 12 - Histoire et présent de la Ruhr de la route de la culture industrielle et est rapidement devenu populaire en tant que zone de loisirs après son ouverture. Le lac est utilisé en partie pour les voiliers, mais la régattarinne utilise régulièrement des sédiments. Les surfeurs doivent donc veiller à ne pas avaler l'eau de la Ruhr, car il y a un risque de diarrhée et d'autres maladies. Pour cette raison, nager n'y est pas recommandé. L'institut sportif de la Ruhr-Universität propose à ses étudiants une variété de bateaux à rames. Une location de pédalo pour les visiteurs en quête de loisirs complète l'offre.

### Cultes

#### Christianisme

##### Église catholique romaine

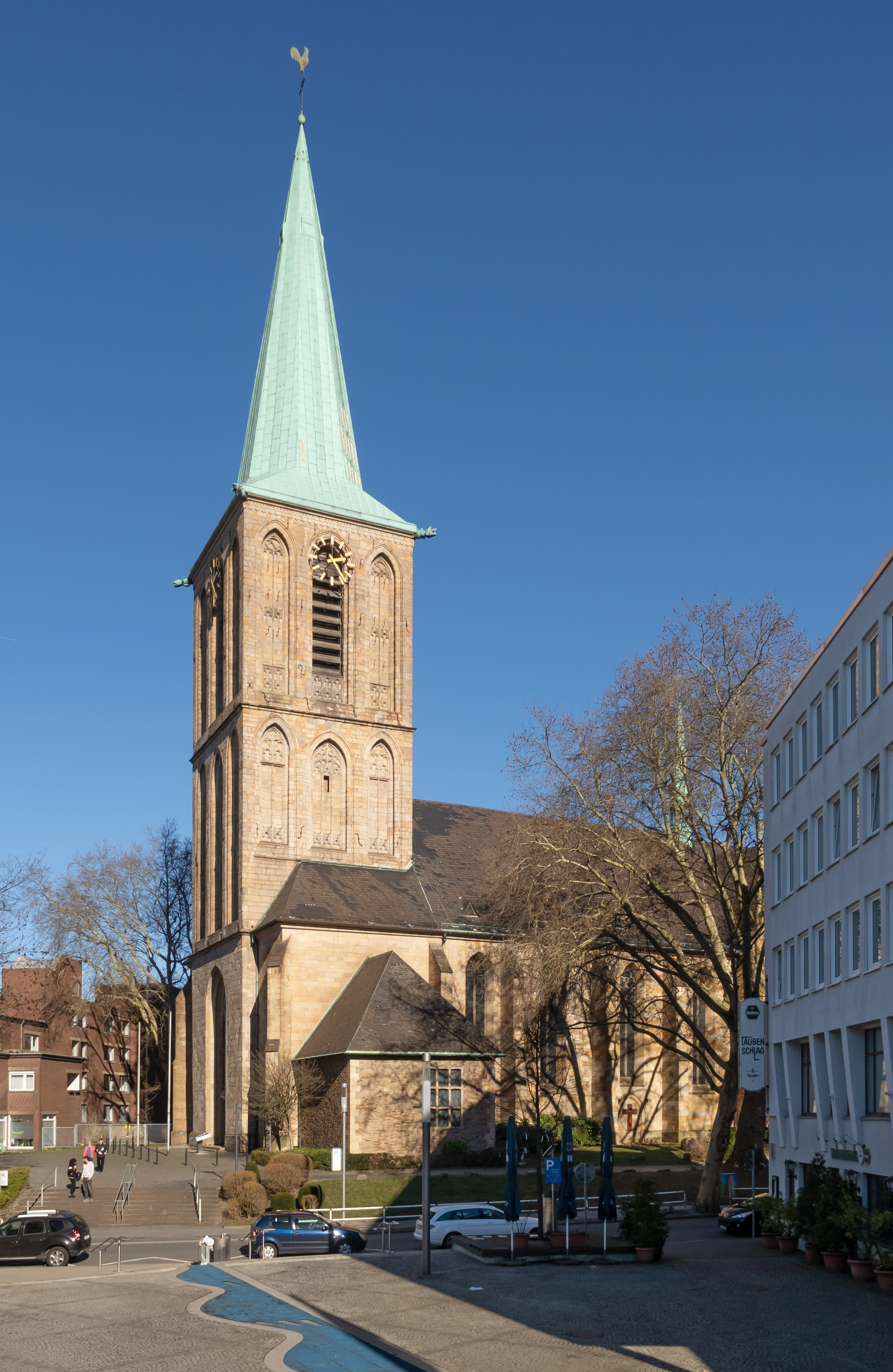
L'église Saint-Pierre et Paul

Bochum faisait partie depuis la fondation de l'archevêché de Cologne et était subordonné à l'archidiacre de la cathédrale de Cologne. Vers 1570, la Réforme prend racine. Mais cela dura jusqu'en 1613, lorsque la congrégation luthérienne se sépara de la communauté catholique. À partir de 1634, une communauté réformée est née. La ville était alors majoritairement protestante, mais il y avait toujours des catholiques, qui continuaient d'appartenir à l'archidiocèse de Cologne. En 1821, elle fut assignée au diocèse ou archidiocèse de Paderborn. Bochum devint le siège d'un doyenné, qui fut plus tard subdivisé en doyenneries Bochum-Mitte, Bochum-Süd et Bochum-Ost. Du 31 août au 4 septembre 1949, la 73e journée de la fête catholique allemande s'est déroulée à Bochum sous le slogan « La justice crée la paix ». En 1958, Bochum a été affiliée au diocèse d'Essen, nouvellement fondé. Parmi les fondations les plus anciennes de la région de la Ruhr se trouve la paroisse du district de Stiepel (885 n. Chr. First documentée), avec son pèlerinage marial bien connu et celui du diocèse d’Essen. Stiepel devint un lieu de pèlerinage populaire, confirmé en 1294 par un décret du pape Boniface VIII. Chaque année, environ 70 000 pèlerins visitent l'église de pèlerinage Sainte-Marie de Stiepeler avec l'image miraculeuse de la « Mère douloureuse », qui appartient à la région du monastère de Stiepel construite par les Cisterciens. Les paroisses de Bochum font aujourd'hui partie du décathlon de la ville, Bochum ou Wattenscheid.
Restructuration du diocèse d'Essen.
Le 1er septembre 2008, toutes les paroisses de Bochum, y compris les paroisses de Saint Pierre et Paul, ont été dissoutes conformément aux plans de l'évêque d'Essen. Dans la ville, il y a maintenant quatre paroisses et une paroisse de monastère :
- Saint-Pierre et Paul, pour les quartiers du centre-ville, Ehrenfeld, Hamme, Hordel, Hofstede, Riemke et Grumme
- Liebfrauen, Bochum, pour les districts d'Altenbochum, Langendreer, Laer, Werne, Gerthe, Harpen et Hiltrop)
- St. Francis, Weitmar (pour les districts de Weitmar, Linden, Dahlhausen, Wiemelhausen, Querenburg, Hustadt et Steinkuhl
- St. Gertrud, pour l'ensemble de Wattenscheid

En 2015, 113 657 habitants ont été enregistrés comme catholiques. Environ 9 800 catholiques (9 %) ont assisté aux services religieux en moyenne dans l'une des 41 églises catholiques de Bochum.

#### Église protestante
Les communautés protestantes de Bochum sont venues avec la transition de la ville de Prusse vers l'église protestante de Prusse ou avec leur église provinciale westphalienne. Bochum était le siège d'un surintendant d'où émergèrent aujourd'hui le district religieux de Bochum au sein de l' église évangélique de Westphalie. Cela comprend un total de vingt-deux paroisses protestantes dans la ville de Bochum. À la suite du roi Friedrich Wilhelm III. L'union entre l'Église luthérienne et la tradition réformée décrétée par la Prusse de devenir l'Église évangélique uniate en Prusse en 1817 a entraîné le rejet de cette union par l'église évangélique luthérienne (ancienne luthérienne). À Bochum, il existe deux paroisses protestantes et luthériennes, la Kreuzkirchengemeinde et l’Epiphaniasgemeinde. Les deux paroisses appartenaient au district de Westphalie de l' Église évangélique luthérienne indépendante. À Bochum et au-delà, l'Epiphaniaskirche s'appelle Autobahnkirche Ruhr.

##### Églises libres et autres communautés chrétiennes
Outre les communautés protestantes et catholiques romaines de Bochum, il existe plusieurs églises libres protestantes, dont l'église des chrétiens Ecclesia, les églises évangéliques libres (baptistes), les églises évangéliques libres, les adventistes du septième jour, l'église de Dieu et l'église Jésus panique. L'église néo-apostolique et la communauté chrétienne, ainsi que les témoins de Jéhovah, sont représentés à Bochum.

#### Judaïsme
Avant sa destruction en 1938, la synagogue de Bochum était située près de la mairie de Bochum. Le nombre de citoyens juifs à Bochum est passé de plus de 1 352 membres en 1932 à l'ère nazie à trente-trois personnes après la fin de la Seconde Guerre mondiale.
Le 14 novembre 2005, en présence du président du Conseil central des juifs en Allemagne, Paul Spiegel, la première pierre de la nouvelle synagogue Bochum de la communauté juive Bochum - Herne - Hattingen a été posée sur la rue Castroper, à côté du planétarium Zeiss de Bochum. La mairesse Ottilie Scholz a posé les fondations officielles à côté d'un quotidien quotidien en tant que bar d'argent de la ville pour rappeler le jour. L'inauguration de la synagogue a eu lieu le 16 décembre 2007. En 2014, la municipalité de Bochum- Herne - Hattingen comptait 1 065 membres. La plupart d'entre eux ont immigré des États de l'ex-Union soviétique.

#### Islam
En raison de la migration de main d'œuvre dans les années 1960, de nombreuses familles musulmanes se sont installées à Bochum. En 2012, environ 30 000 musulmans vivaient à Bochum.
En 2009, le groupe de travail Bochum Mosquée a été créé. Il s’agit d’une fusion de toutes les communautés de Bochum et poursuit l’objectif de réaliser des projets communs, de manière à être une aide pour les habitants musulmans ainsi qu’un meilleur porte-parole de la société. Il y a neuf mosquées dans le club. Les Alevis sont organisés au sein de l'Association culturelle alévie.

#### Bouddhisme
En 2013, la communauté thaïlandaise de Bochum a inauguré le temple bouddhiste Wat Buddhabharami dans la rue Hannoverstraße.

### Édifices religieux

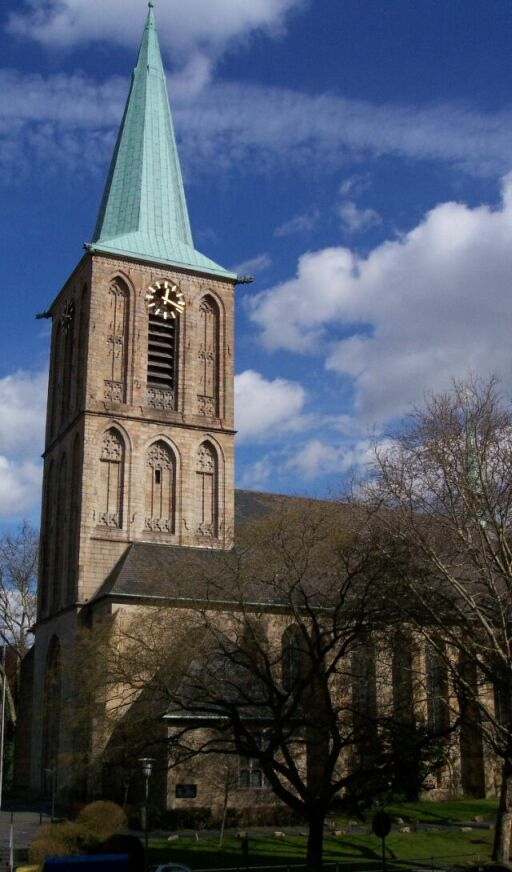
L'église St.Peter et Paul.

La Propsteikirche St. Peter et Paul est la plus ancienne église de Bochum. Elle compte parmi les douze plus anciennes églises de Westphalie. Construite dès 1547 dans le style gothique tardif. La tour de 68 mètres de haut, avec ses trois axes de fenêtres dans les deux étages supérieurs, est l’un des monuments emblématiques de Bochum.
La Pauluskirche Bochum est une église protestante construite entre 1655 et 1659.
L'église Sainte-Marie est une église profane, autrefois catholique romaine, elle a été construite de 1868 à 1872. La flèche de l’église néo-gothique en briques mesure environ 70 mètres de haut.
La Christ Church est une église protestante qui est également un mémorial contre la guerre. Construite dans le style néogothique. La première pierre a été déposée le 15 mai 1877 et fût achevée le 24 octobre 1878 par la tour d'une hauteur de 72 m.
L'église protestante du village Stiepel situé au sud de Bochum. Construite vers l'an 1008, est l'un des bâtiments les plus anciens de Bochum. Autour du cimetière entouré d'un mur, reste encore 72 pierres tombales en grès de la Ruhr. Ils datent tous de 1600 à 1709. Comme la communauté de Stiepel était encore catholique jusqu'en 1595, on peut supposer qu'après la Réforme, toutes les pierres tombales antérieures ont été supprimées. Une carte de 1852 montrait 112 tombes autour des églises. Les dalles funéraires, qui doivent être visitées à l’entrée du chantier et au Kirchhof, datent de 1360 à 1744 et peuvent être attribuées à la cour et au patronatsherren de Stiepel malgré l’altération partiellement avancée.
Le monastère Stiepel est un monastère des Cisterciens. Fondé en 1988, est un prieuré de l' abbaye de Heiligenkreuz, une abbaye cistercienne d'Autriche.

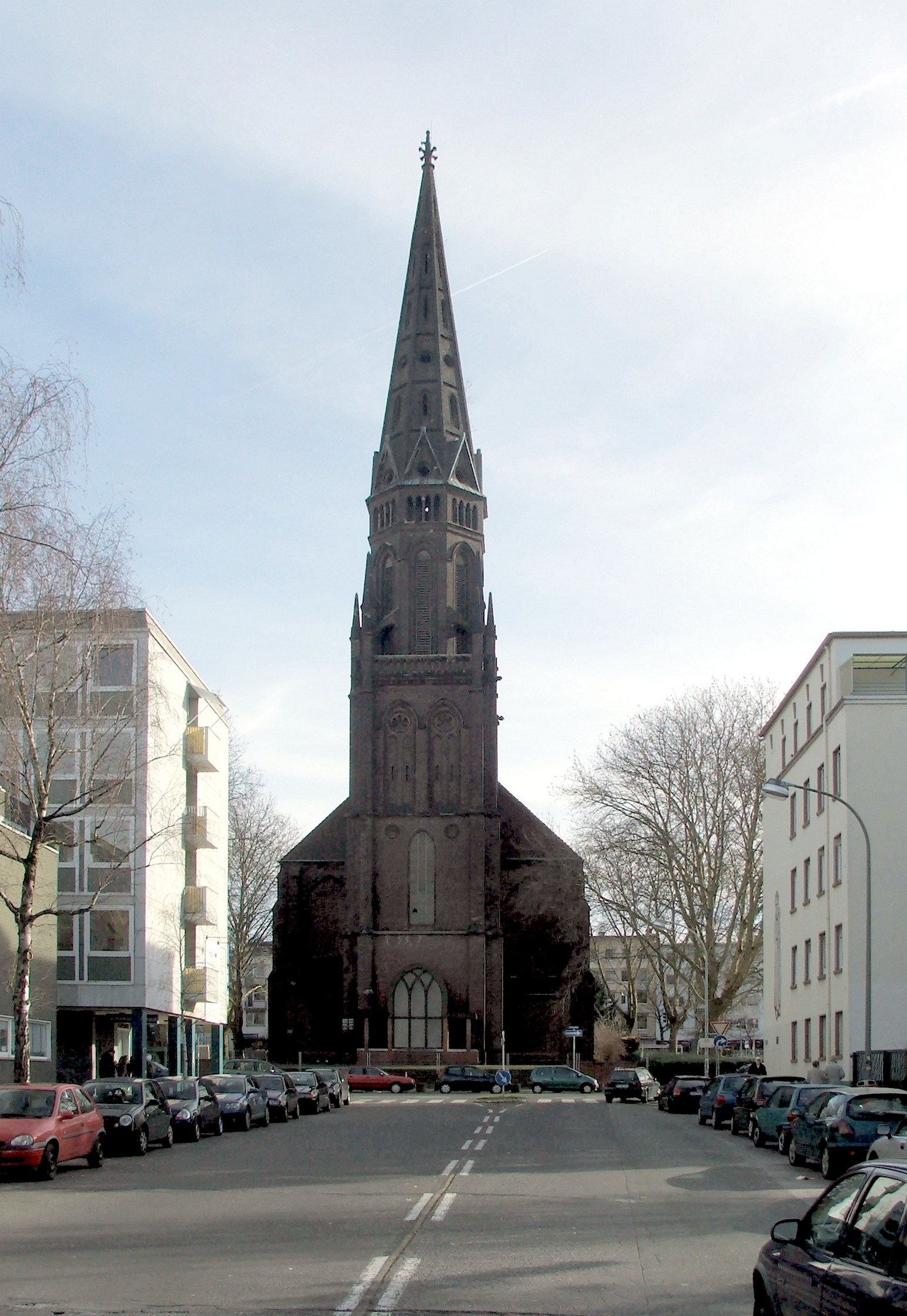
L'église Sainte-Marie.

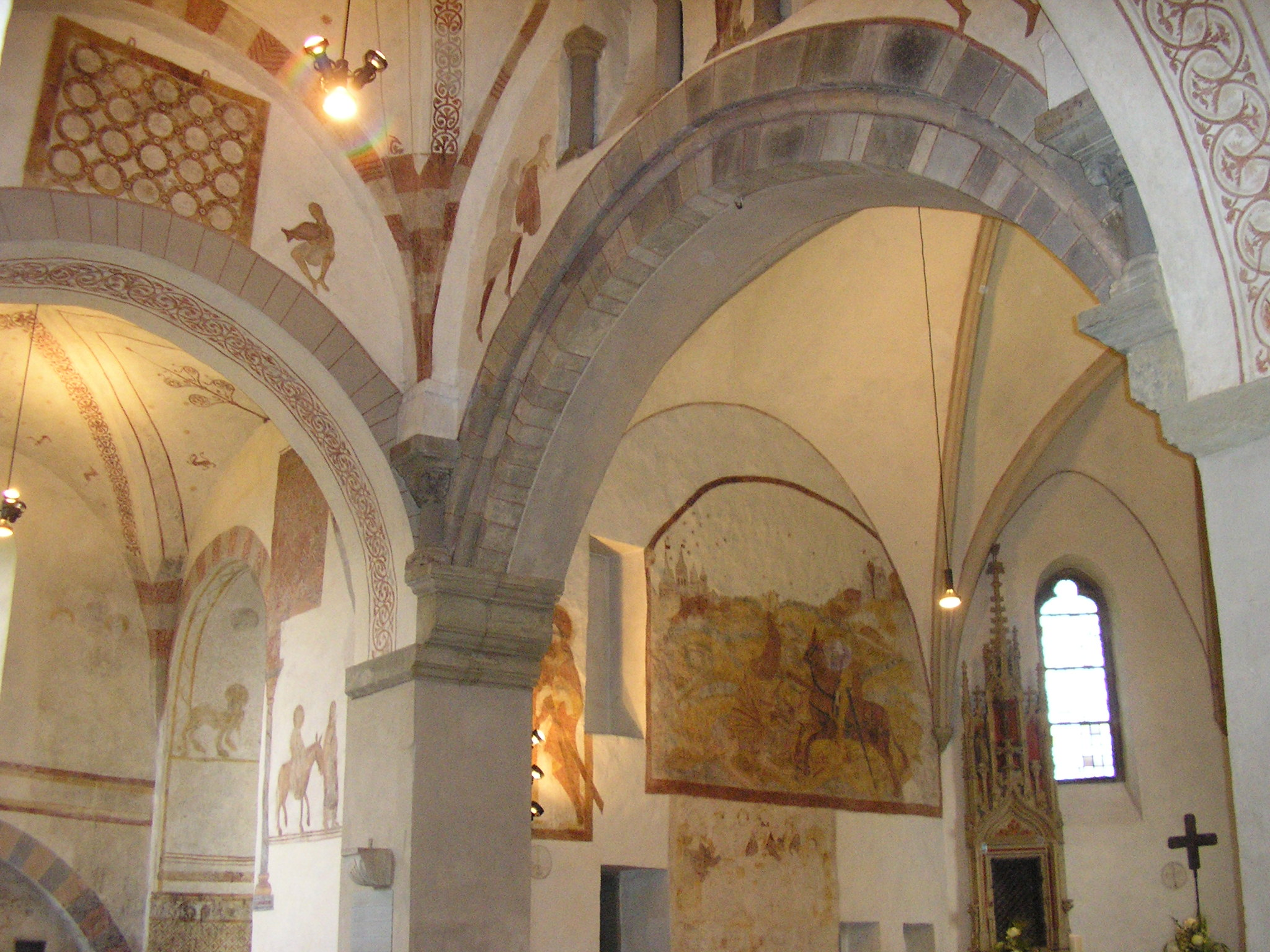
L'intérieur de la Stiepeler Dorfkirche.

Le Hauptfriedhof Freigrafendamm est le plus grand cimetière de Bochum. Les bâtiments, l'entrée, l'administration, la salle funéraire et le crématorium du cimetière ont été construits entre 1935 et 1939 dans le style d'un concept architectural national-socialiste. Les premières funérailles ont eu lieu en avril 1935. La plupart des victimes des bombardements du centre-ville de Bochum au cours de la Seconde Guerre mondiale sont enterrées dans le cimetière et environ 300 soldats allemands y sont enterrés. Les tombes de 1 720 travailleurs forcés et forcés à Bochum se trouvent également dans une zone spéciale. Le 19 mars 1947, les urnes de huit combattants de la résistance assassinés dans des camps de concentration et dans le centre d'exécution nazi de Brandebourg-Görden sont enterrées dans une Ehrenrundplatz, érigée en 1947. Un mémorial en alphabet latin et cyrillique le rappelle aujourd'hui.

### Autres lieux emblématiques
L'hôtel de ville (en allemand : Rathaus). Construit dès 1927 jusqu'à son ouverture le 20 mai 1931. La base du bâtiment est en pierre de granit dure, du calcaire en coquille a été utilisé pour la façade et de l’ardoise pour la toiture. Du marbre, du bronze et des boiseries sombres ont été utilisés dans les couloirs et les salles des représentants. Le bâtiment de la mairie coûta à l'époque une somme considérable de 9,25 millions de Reichsmark. Le clocher et le puits en travertin et en bronze sont des monuments hautement touristiques. 

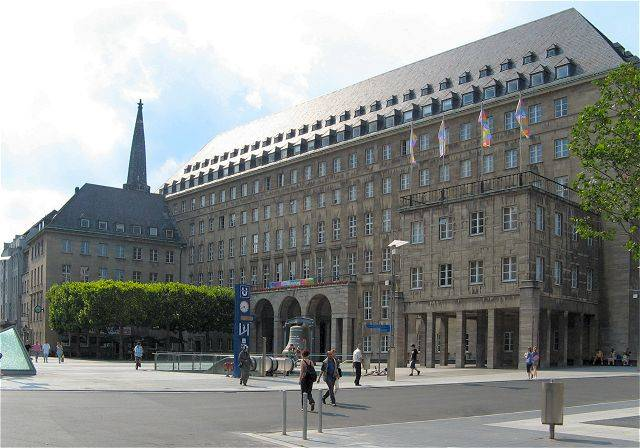
L'hôtel de ville.

La cloche en acier moulé de 15 000 kg et d'un diamètre de 3,3 m située devant l'hôtel de ville a été l'une des quatre cloches d'attraction à l'exposition universelle de Paris. Ce n'est qu'en 1979 qu'elle fut installée à son emplacement actuel.
West Park dans le centre de la ville. C'est un parc urbain d'une superficie totale de 75 ha. Aménagé dans l'ancienne aciérie de la ville fermée en 1985. Le passé du site est divisé en couches. Les structures des bâtiments et des installations ont formé la base d'une nouvelle couche, qui s'appuie sur la précédente. Les scories, le sous-produit de l'industrie métallurgique et le transport de marchandises en vrac nécessaires à l'industrie lourde ont contribué à la division de la zone en niveaux égaux et à différentes altitudes. La topographie excitante du terrain est la principale approche de conception du West Park. Après la mise hors service de la production, presque tous les bâtiments ont été démolis, laissant derrière eux une friche industrielle densément recouverte de végétation spontanée. Les caractéristiques architecturales industrielles du lieu sont le Centennial Hall au centre, le château d'eau emblématique et le Colisée, vestige d'un mur de soutènement à l'entrée de l'ancien site de Krupp qui constitue maintenant la limite sud du parc ouest. Construit en 1911 avec environ 2.8 millions de briques, il s'élève à une hauteur de 16 mètres.

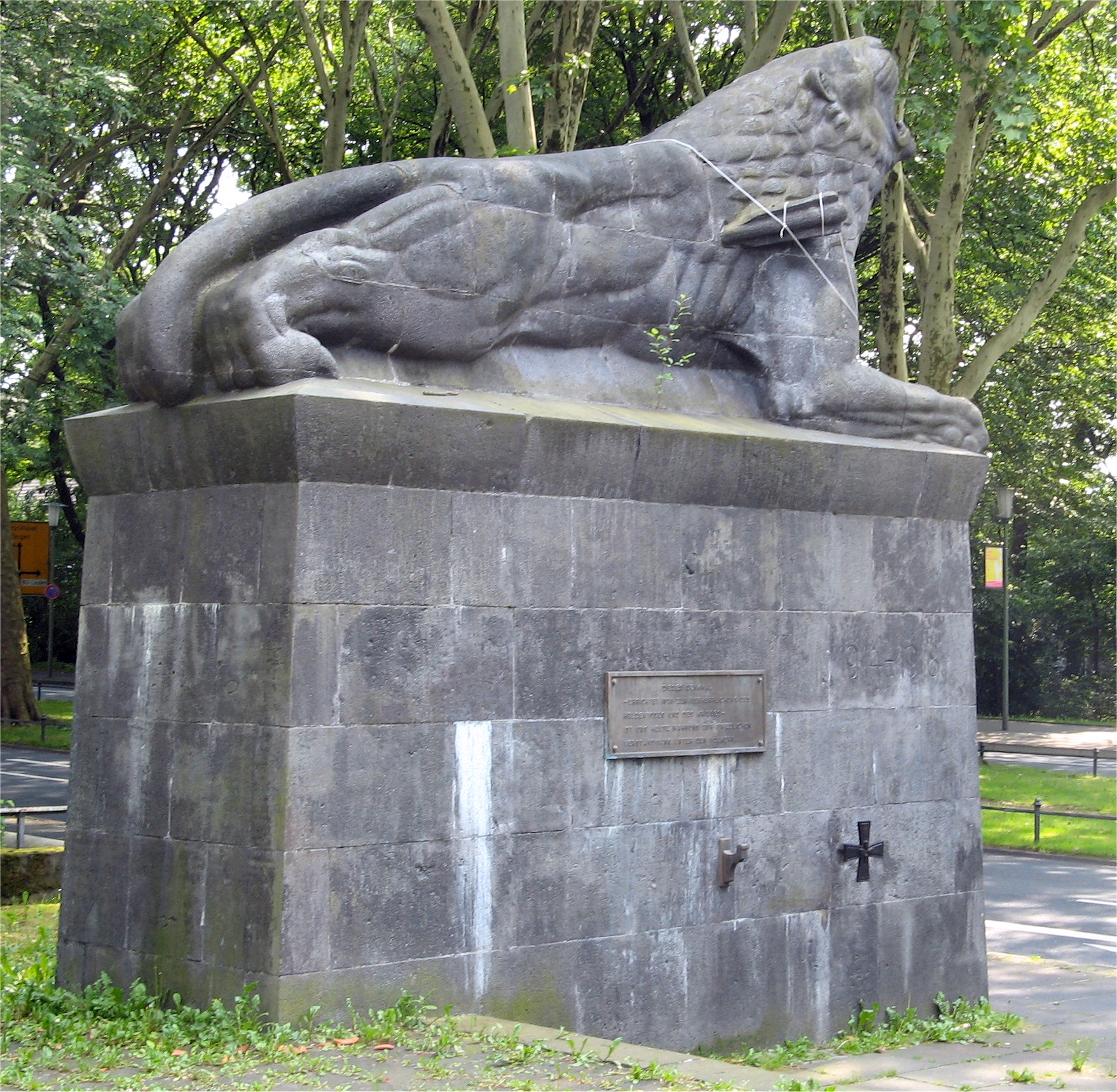
Lion Monument Bochum.

Le Lion Monument Bochum est le mémorial municipal de la Première Guerre mondiale. Inauguré le 14 mai 1928, il est situé sur la Königsallee. En 1990, un tableau d’explication a été approuvé et placé à côté de la vieille inscription, qui exprime le nationalisme et le militarisme de cette époque. L'inscription de la nouvelle tablette de bronze se lit comme suit : « Ce monument - érigé en 1928 pour glorifier la mort du héros et la guerre - est aujourd'hui un rappel de l'entente pacifique entre les peuples ! »
Le Kortumpark Bochum est un cimetière abandonné situé au sud de la ville, aujourd'hui, il sert de parc public. Des tombes de toutes les périodes après 1819 peuvent être trouvées éparpillées dans toute la zone du parc, des petites plaques aux tombes monumentales. Au fur et à mesure que le terrain monte à Lohberg, la plupart des tombes encore utilisées se situent autour du point le plus élevé. En 1991, des pierres tombales ou des sculptures ont été inscrites sur la liste des monuments de la ville de Bochum.
Les personnalités bien connues de Bochum qui sont enterrées ici incluent :
- Carl Arnold Kortum (1745-1824), médecin, écrivain. Le 15 août 1949, à l'occasion de son 125e anniversaire, la tombe fut déplacée dans son emplacement actuel, surélevé et fermé de la Wittener Straße. La pierre tombale historique porte un relief avec des symboles de mort et de résurrection, l'avers est pourvu de lyre et d'Esculape.
- Jacob Mayer (1813-1875), entrepreneur
- Max Greve (1815-1873), 1842-1873 maire de la ville
- Louis Baare (1821-1897), entrepreneur et citoyen d'honneur de la ville
- Johann Joachim Schlegel (1821-1880), maître brasseur, fondateur de Schlegel-Brauerei AG à Bochum
- Heinrich Grimberg (1833-1907), entrepreneur minier
- Fritz Baare (1855-1917), entrepreneur
- Wilhelm Baare (1857-1938), entrepreneur
- Franz Fromme (1875-1961), poète de la patrie
- Johann Christian Leye (1830-1880), chimiste et entrepreneur
- Gebrüder Scharpenseel, propriétaire de Scharpenseel-Brauerei AG à Bochum
- Carl (1845-1908) et Robert (1849-1904) Eickhoff, entrepreneur à Gebr. Eickhoff Maschinenfabrik et fonderie de fer à Bochum
- Wilhelm Seippel (1832-1906), entrepreneur, propriétaire de la société Wilhelm Seippel, usine de fabrication de lampes de sécurité et de machines à Bochum

Le parc municipal de Bochum est le plus ancien jardin paysager commun de la région de la Ruhr. Le parc de la ville a été créé après une résolution municipale de 1869 de mai 1876 dans le style d'un jardin à l'anglaise. D'une superficie de 311 402 m2, c'est l'un des plus vastes du genre en Rhénanie du Nord-Westphalie. Une attraction particulière provient des nombreuses espèces d'arbres telles que l'Ailanthus altissima), le Liriodendron tulipifera, le Liquidambar styraciflua, le Sophora japonica et le Catalpa bignonioides, l' Acer macrophyllum, le Cercidiphyllum japonicum, le Celtis australis et le Phellodendron amurense. Aujourd'hui, vous pouvez trouver dans le parc environ deux cents espèces de plantes ligneuses.
Parc animalier et Fossilium Bochum. Le zoo de 1,9 hectare est situé dans le parc de la ville et présente environ 3 900 animaux appartenant à 330 espèces dans des installations accessibles toute l'année. En 2008, il a célébré son 75e anniversaire.
Le Zeiss Planetarium Bochum est l'un des plus grands planétariums d'Allemagne. Ouvert en 1964, il fait partie des installations les plus modernes du genre dans le monde.

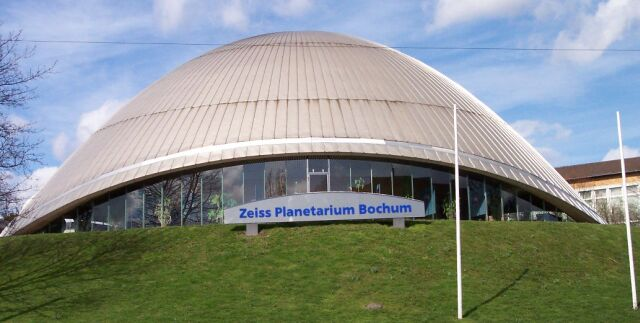
Le Zeiss Planetarium.

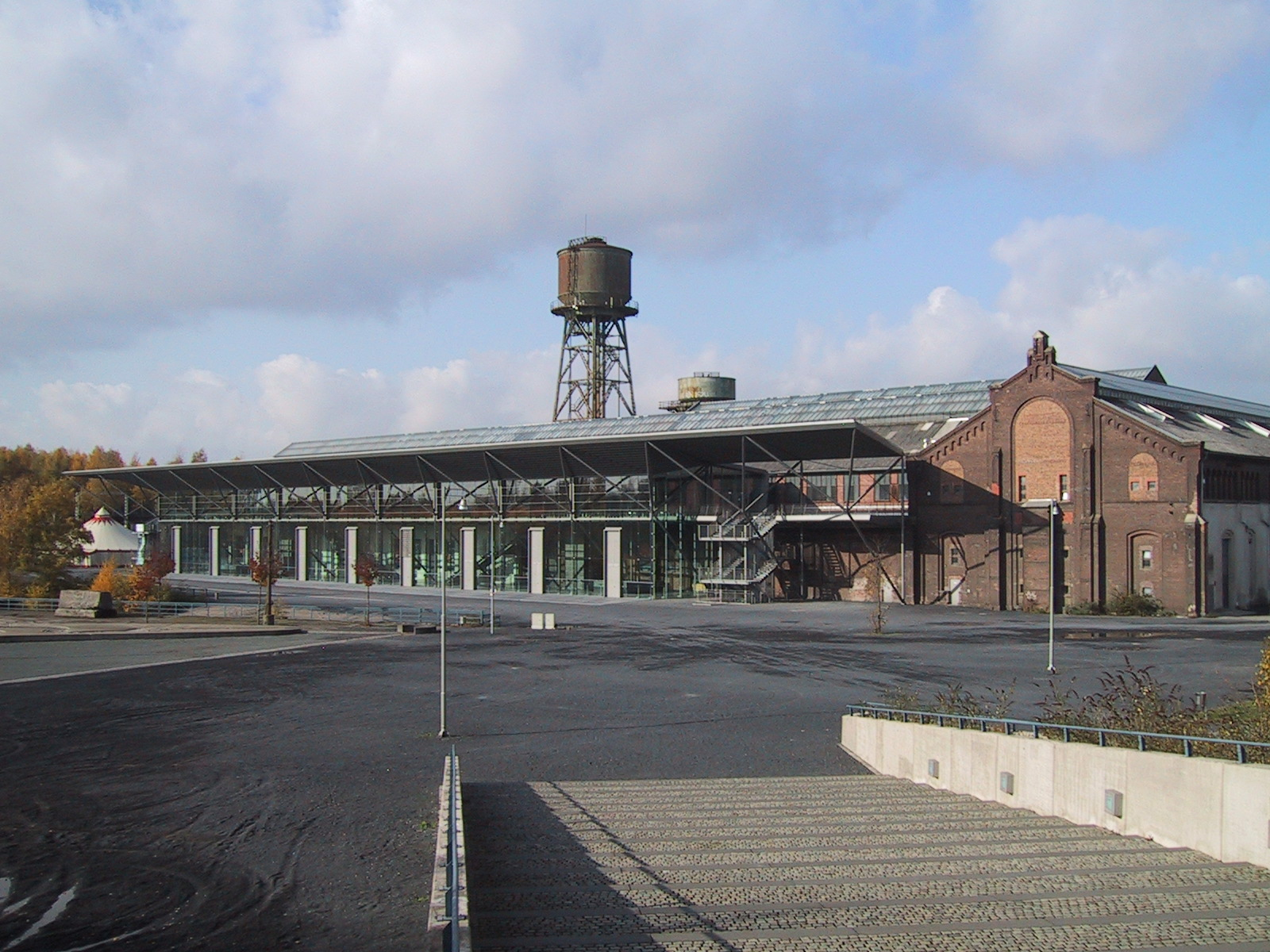
Vue sur l'entrée principale.

Jahrhunderthalle est une salle construite en 1902 pour l'exposition industrielle et commerciale de Düsseldorf, puis réutilisée comme salle des machines de soufflerie pour les hauts fourneaux de Bochum. Il a été prolongé à plusieurs reprises. Le nom Jahrhunderthalle est aujourd'hui utilisé pour l'ensemble du bâtiment, qui couvre une superficie de 8 900 m2. En raison de son architecture et de son atmosphère incomparable, il attire des personnalités politiques lors de fêtes fédérales, des festivals, des galas, des foires et des concerts de musique classique, rock, pop où jazz. Le 12 décembre 2009, la 22e cérémonie de remise des European Film Awards — les prétendus « Oscars européens » — s'est déroulée dans la salle Jahrhunderthalle de Bochum, dans le cadre d'un festival du film européen.

## Sports

### VfL Bochum

Blason du VfL.

Principal club de football de la ville, le VfL Bochum évolue en Bundesliga du championnat allemand de football. Fondé le 15 avril 1938, son palmarès est le suivant :
Champion du Championnat d'Allemagne de D2 en 1994, 1996 et 2006, vice-champion en 2000.
Finaliste de la Coupe d'Allemagne en 1968 et 1988.

### Le Vonovia Ruhrstadion
Situé au nord de la ville, c'est le domicile du VfL Bochum depuis 1911. D'une capacité de 29 299 places couvertes dont 16 174 places assises et 13 125 places debout, ce stade est l'un des plus traditionnels de la Bundesliga.

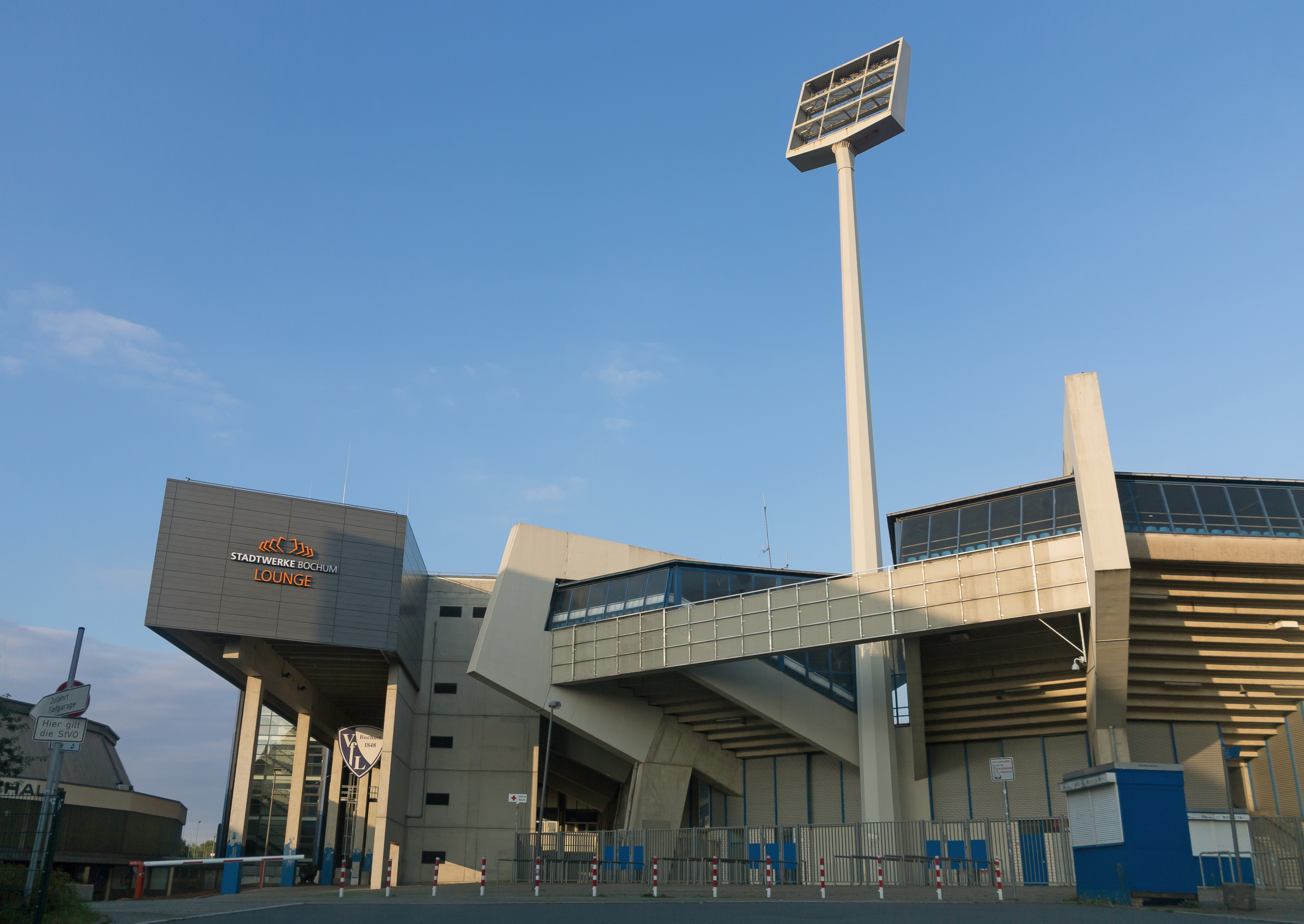
Le Vonovia Stadion

Il a accueilli la coupe du monde féminine de football des moins de 20 ans 2010 organisée en Allemagne du 13 juillet au 1er août, les villes et stades retenus étant Augsbourg, Bielefeld, Bochum et Dresde.

### Sparkassen Giro Bochum
Le Sparkassen Giro Bochum est une course cycliste internationale qui a lieu généralement le deuxième week-end après la fin du Tour de France et dure du samedi au dimanche. La boucle est longue de 14,6 km et la dénivelée de 170 m et la chaussée est principalement pavée.

### Gastronomie
La brasserie privée Moritz Fiege GmbH & Co. KG est une brasserie de Bochum. L'histoire de la brasserie privée Moritz Fiege débute en 1736. En 1876, Moritz Fiege reçut les droits de brassage de la ville de Bochum. Il céda cela à son fils Johann qui, en 1878, créa l'entreprise brassicole à l'emplacement actuel de la Scharnhorststraße (maintenant la Moritz-Fiege-Straße) à Bochum, jetant ainsi les bases de la société actuelle.
En 1926, Moritz Fiege, propriétaire de la deuxième génération, entreprit une expérience avec l'aide de son maître brasseur et brassa une toute nouvelle spécialité de la bière pour l'époque: la Moritz Fiege Pils. Avec la bière issue de Pilsener Brauart, l'entreprise familiale, en croissance constante, a fait la percée. Après tout, Ernst Fiege a établi la brasserie au rang de société leader sur le marché, après l'avoir reconstruite avec son père, Moritz Fiege, après la Seconde Guerre mondiale.
En 1978, la brasserie privée a célébré son 100e anniversaire. À cette occasion, la famille a fait don du Ökumenische Altenzentrum Kaiseraue à Bochum, qui existe encore aujourd'hui. Le 19 février 2003, à l’occasion de son 125e anniversaire, la famille a lancé Initiative Villa Marckhoff dans le but de restaurer l’ancien bâtiment du Kunstmuseum Bochum.
Aujourd'hui, Jürgen et Hugo Fiege dirigent l'entreprise familiale de la quatrième génération. La brasserie emploie environ cinquante personnes et vend environ 150 000 hectolitres de bière par an. Depuis 2002, la brasserie privée remplit sa bière dans la bouteille la plus haute.

## Personnalités liées à la commune

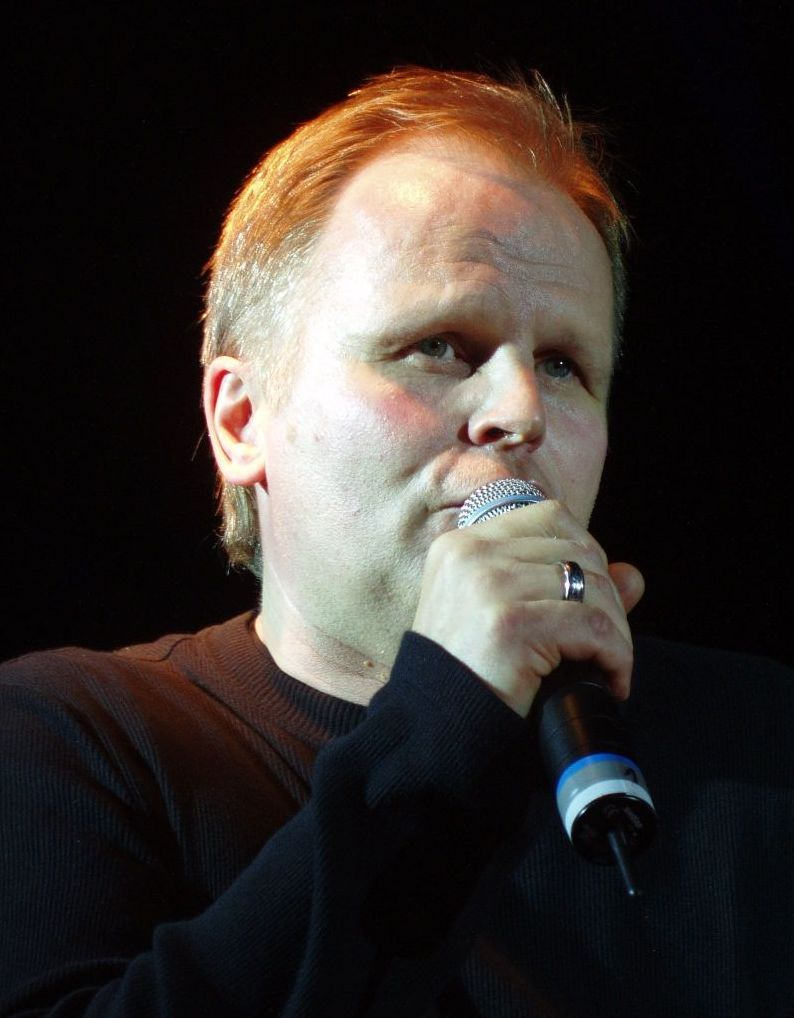
Herbert Grönemeyer

- Jacob Mayer (né le 1er mai 1813 à Dunningen, dans le Bade-Wurtemberg, et mort le 30 juillet 1875 à Bochum) est un industriel et un inventeur allemand qui fut un rival d'Alfred Krupp dans le domaine de la sidérurgie.
- Fritz Husemann (1873-1935), président du Conseil des ouvriers et des soldats de Bochum durant la Révolution allemande de 1918-1919, puis député social-démocrate au Reichstag, y est inhumé.
- Lore Agnes, née Lore Benning(1876-1953), femme politique, députée au Reichstag, membre du SPD.
- Nora Platiel (née à Bochum en 1896 et morte à Cassel en 1979), est une juriste et femme politique
- Gershon Kingsley ou Götz Gustav Ksinski (né le 28 octobre 1922 à Bochum) est un auteur-compositeur contemporain allemand connu pour avoir composé le tout premier morceau instrumental populaire de musique électronique : Popcorn.
- Herbert Grönemeyer, né en 1956 à Göttingen, est un chanteur qui dédia à Bochum, la ville où il grandit, une de ses chansons qui fut un succès en Allemagne au cours de l'année 1984.
- Wolfgang Clement, né en 1940 à Bochum, est un ancien ministre de l'Économie.
- Herbert Molderings, né en 1948 à Bonn, est un historien de l'art spécialiste de Marcel Duchamp, professeur à l'université de Bochum.
- Annike Krahn, née le 1er juillet 1985, est une footballeuse internationale allemande ; elle évolue au Paris Saint-Germain.
- Leon Goretzka, né le 6 février 1995 à Bochum, est un footballeur international allemand ; il évolue au Bayern de Munich et en équipe d'Allemagne de football.
- Werner Stengel, né le 22 août 1936 à Bochum[7] est un designer et ingénieur allemand connu dans le domaine de la conception de montagnes russes.
- Gerhard J. Bellinger, théologien allemand né le 11 mars 1931 à Bochum.

## Jumelages
La ville de Bochum est jumelée avec plusieurs villes :
- Sheffield (Royaume-Uni) depuis 1950 ;
- Oviedo (Espagne) depuis 1980 ;
- Donetsk (Ukraine) depuis 1987 ;
- Nordhausen (Allemagne) depuis 1990 ;
- Xuzhou (Chine) depuis 1994.

Par ailleurs, Bochum est également la ville parrain de l'ancien district de Neidenburg dans l'ancienne Prusse-Orientale et de la ville de Neidenburg en Pologne.
De 1990 à 2013, le Lufthansa Boeing 747-400, immatriculé D-ABVD, portait le nom de baptême de Bochum dans le monde entier. Depuis fin 2017, un Airbus A350-941 de Lufthansa a été baptisé avec l'enregistrement D-AIXF au nom de la ville.